# Biserica de lemn din Tiulești, Hunedoara

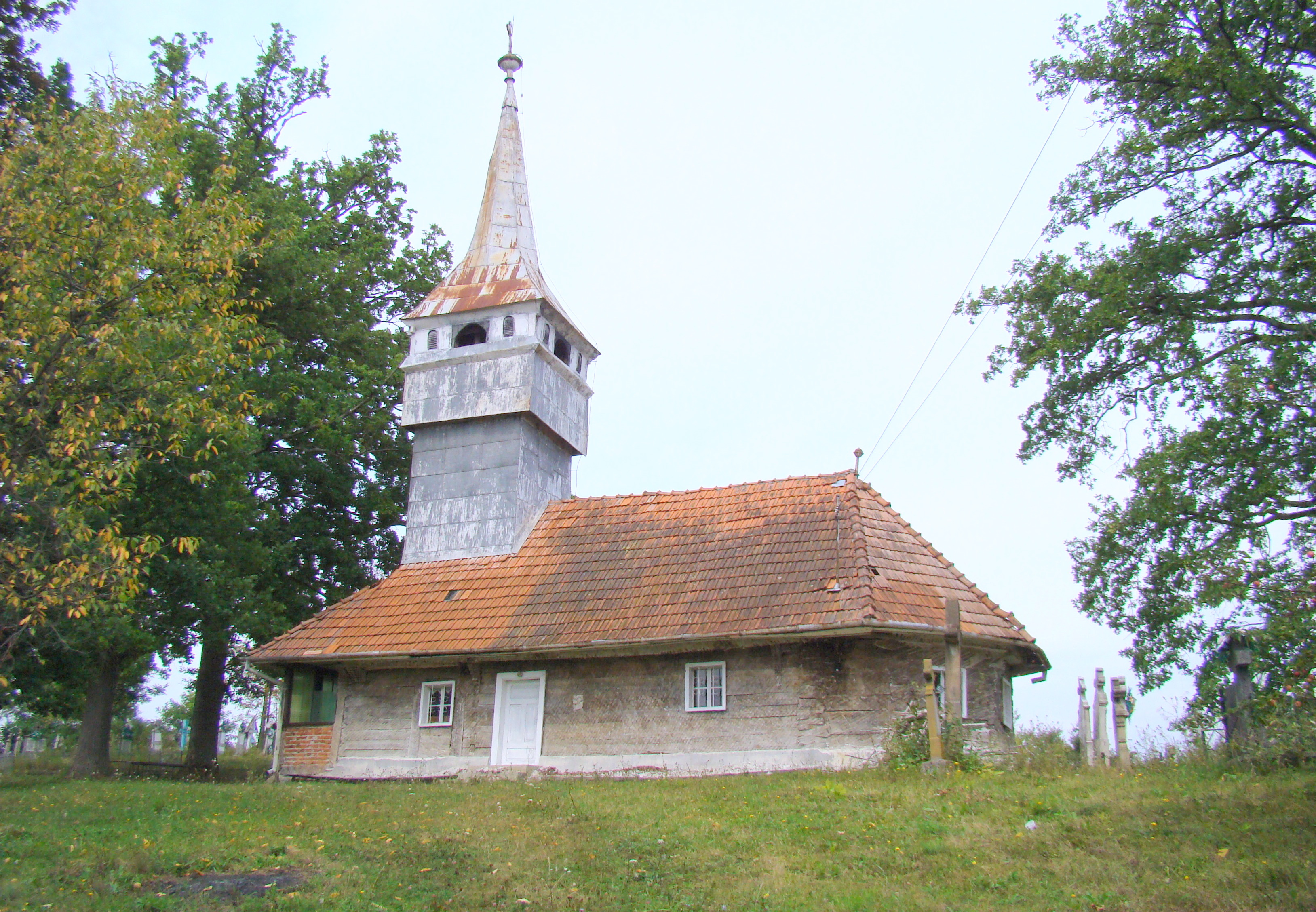
Biserica de lemn „Adormirea Preacuratei Fecioare Maria” din Tiuleşti, comuna Tomeşti, județul Hunedoara

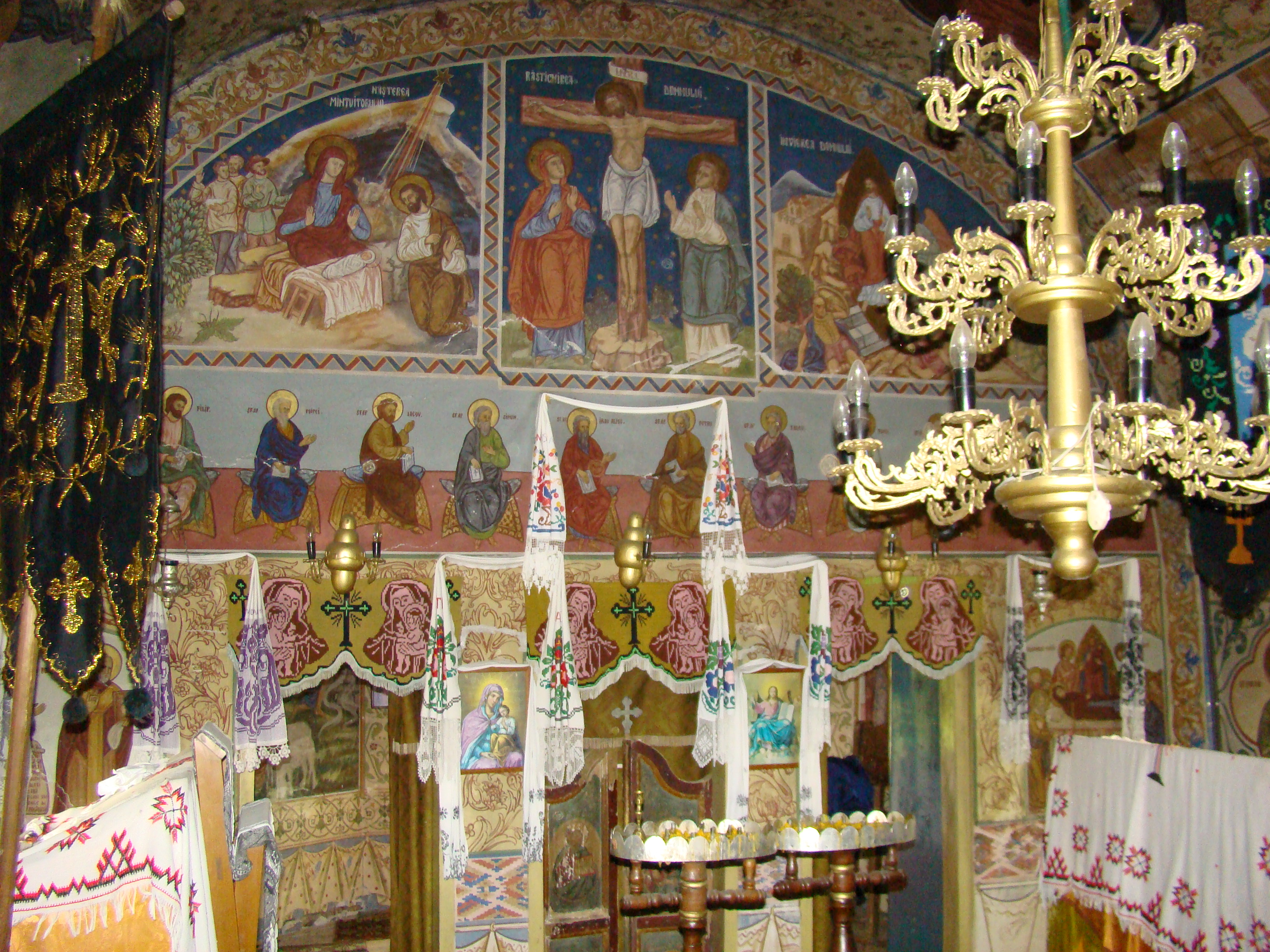
Iconostasul

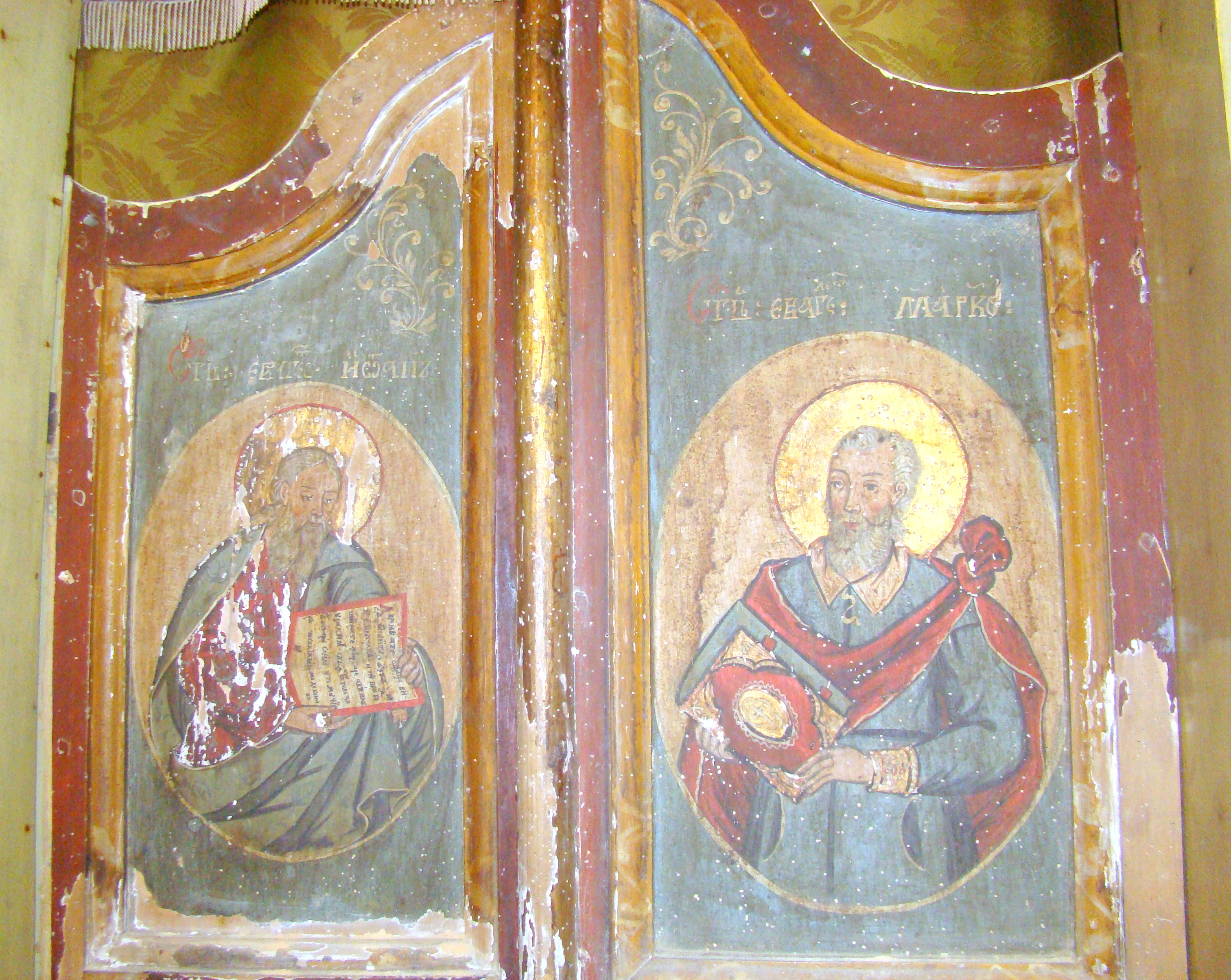
Uşile împărăteşti: Evangheliştii (detaliu)

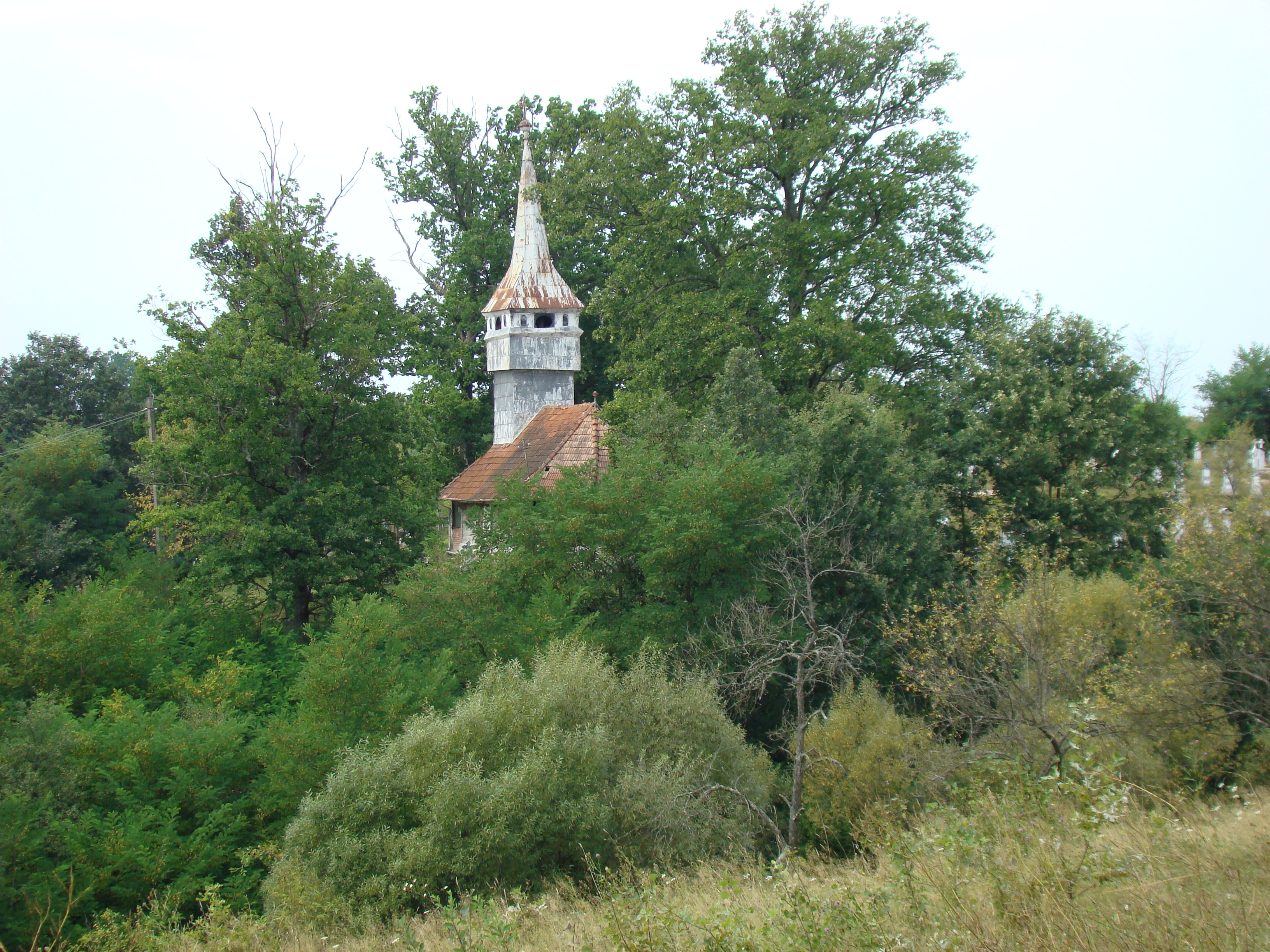
Biserica din depărtare

Biserica de lemn din Tiulești, comuna Tomești, județul Hunedoara a fost construită în secolul XVIII (1784). Are hramul „Adormirea Preacuratei Fecioare Maria”. Nu figurează pe noua listă a monumentelor istorice în ciuda vechimii sale și a valorii deosebite. Pisania din interior ne oferă următoarele informații: „Această sfântă și dumnezeească biserică cu hramul Adormirea Preacuratei Fecioare Maria s-a zidit în anul 1784. S-a renovat și pictat între anii 1962-63, prin contribuția credincioșilor din Tiulești, preot fiind Toma N. Florea, protopop al Bradului Trifu Benea, iar episcop al Aradului Teoctist Arăpașu. La momentul efectuării acestor fotografii tocmai începuseră lucrările de renovare datorită unui generos sponsor privat; în acest scop tencuiala a fost îndepărtată și biserica poate fi admirată într-o formă mult mai apropiată de cea inițială.

## Istoric
Biserica de lemn a satului Tiulești este un edificiu de plan dreptunghiular, cu absidă pentagonală nedecroșată, supraînălțat printr-un turn-clopotniță robust, cu foișor amplu și fleșa evazat zveltă, învelit integral în tablă; la acoperișul propriu-zis s-a folosit țiglă. În dreptul intrării apusene (alta se găsește pe latura sudică) a fost adosat un pridvor deschis. Sub stratul de tencuială interioară (cea exterioară a fost îndepărtată în cursul amplei renovări din 2009) s-ar putea ascunde urme ale unui vechi ansamblu mural, probabil opera zugravului Constantin din Râșca, autorul picturii ușilor împărătești. Decorul iconografic actual a fost realizat, în tehnica frescă, în două etape, corespunzătoare anilor 1963 (pictor Andrei Mitroi din Bontesti, jud. Arad) și 1966 (pictor Nicolae Vasile din Buda-Palanca, jud. Prahova). 
Potrivit pisaniei reînnoite din altar, „această sfântă și dumnezeiască biserică, cu hramul Adormirea Preacuratei Fecioare Maria, s-a zidit în 1784 și s-a renovat și pictat între anii 1962-1963, prin contribuția credincioșilor din Tiulești, preot fiind Toma N. Florea, protopop al Banatului Trifu Benea, iar episcop al Aradului Teoctist Arăpașu”. Lăcașul, menționat în conscripția din 1829-1831, a înlocuit un alt edificiu din bârne, mistuit de flăcări în ajunul izbucnirii cunoscutei răscoale conduse de Horia, Cloșca și Crișan, ridicat prin secolul al XVII-lea, edificiul fusese supus în 1763 unei ample reparații, atestată prin clopotul mic, ,,cumpărat la biserica Tiulestilor în anul 1772”, și prin două cărți de cult, anume un Evangheliar (București, 1760) și o Cazanie (București, 1768), cumpărate în aceeași perioadă. Ca atare,aceasta ar fi biserică înregistrată în tabelele comisiei de recenzare Buccow (1761-1762) si pe harta iosefină a Transilvaniei (1769-1773), descrisă în 1755 ca fiind de lemn, în stare bună, nesfințită”, dar cu un hram diferit de cel actual, anume „Sfinții Arhangheli Mihail și Gavriil”.                                                           

## Imagini din exterior

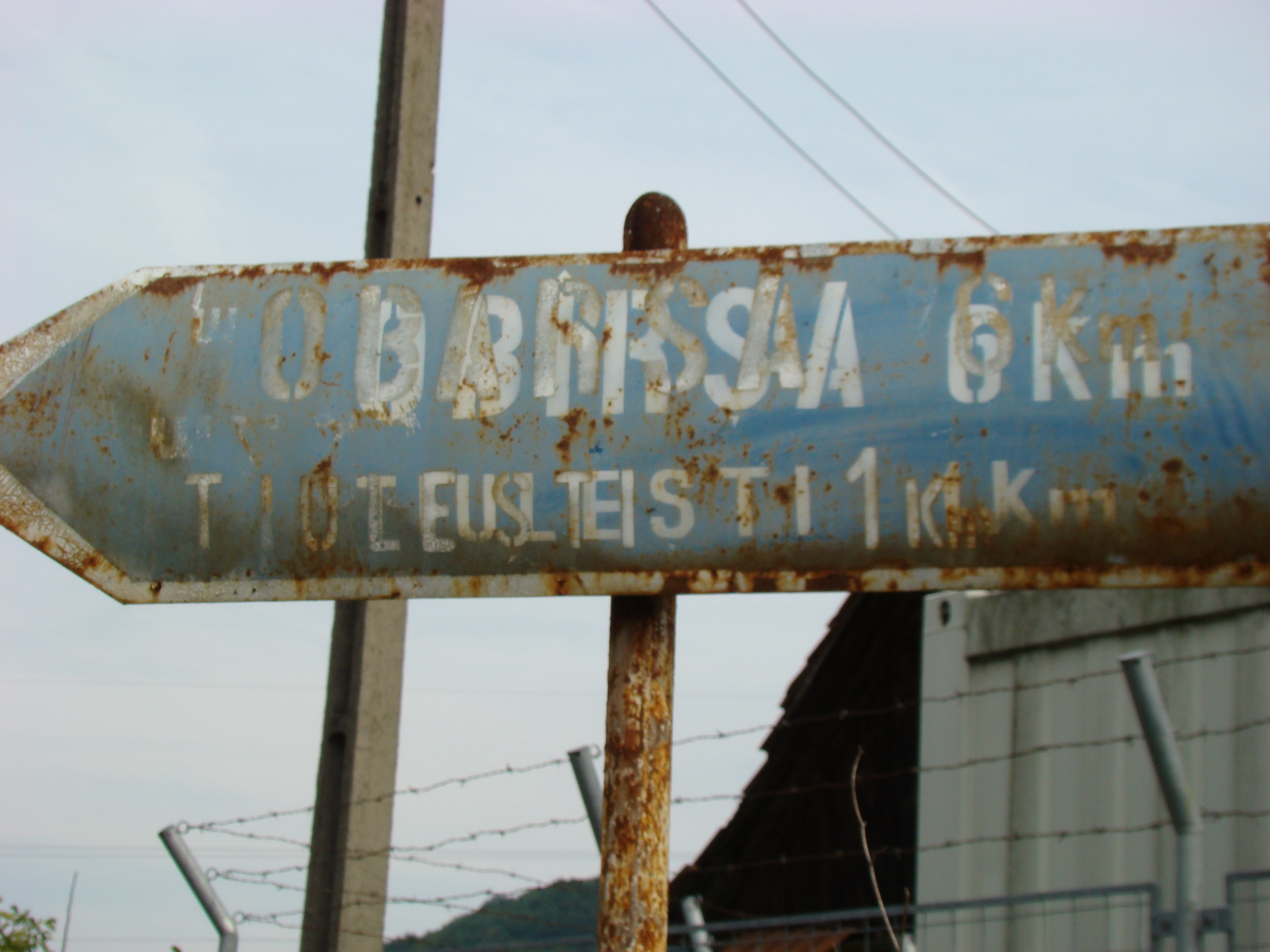
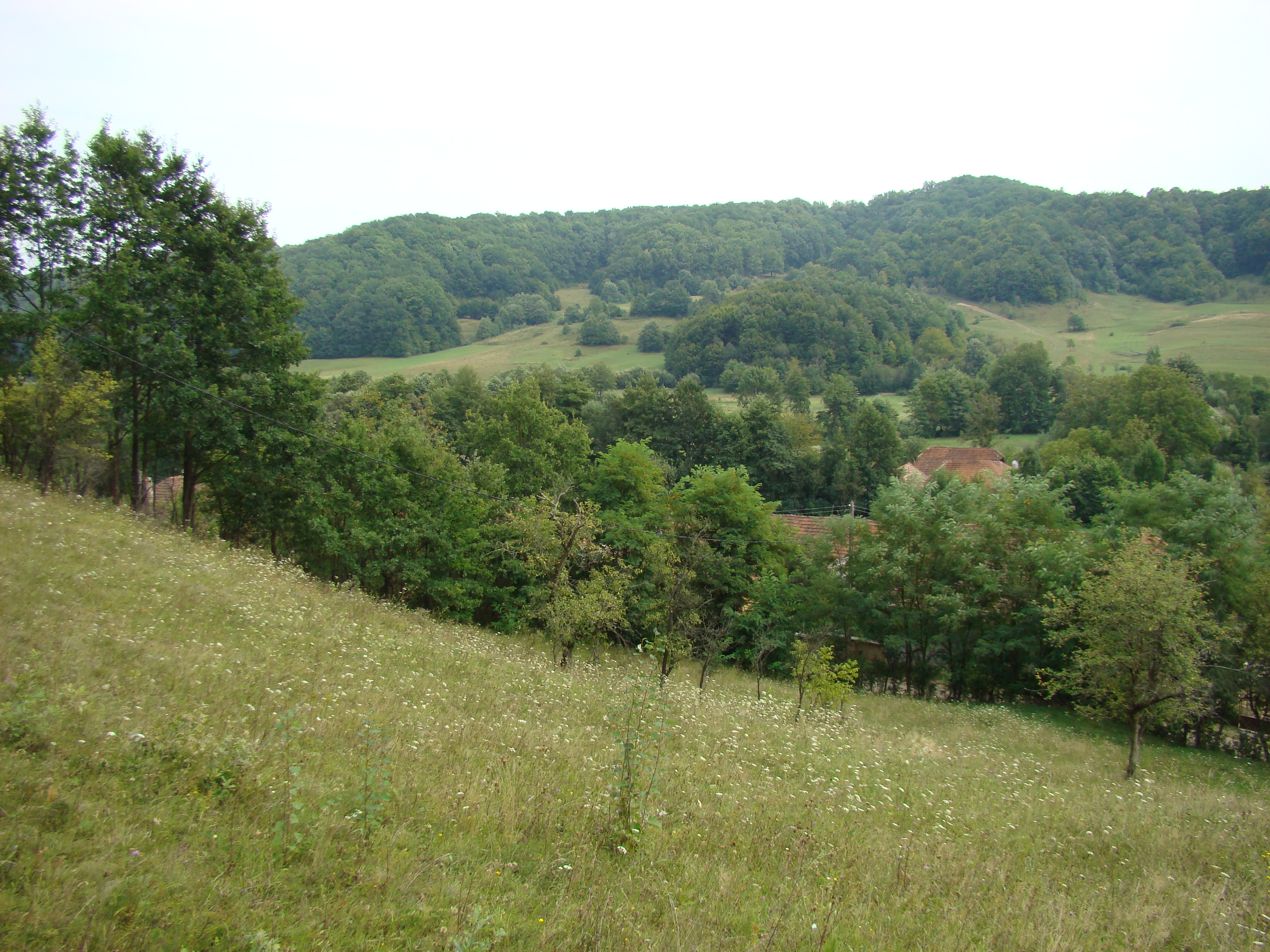
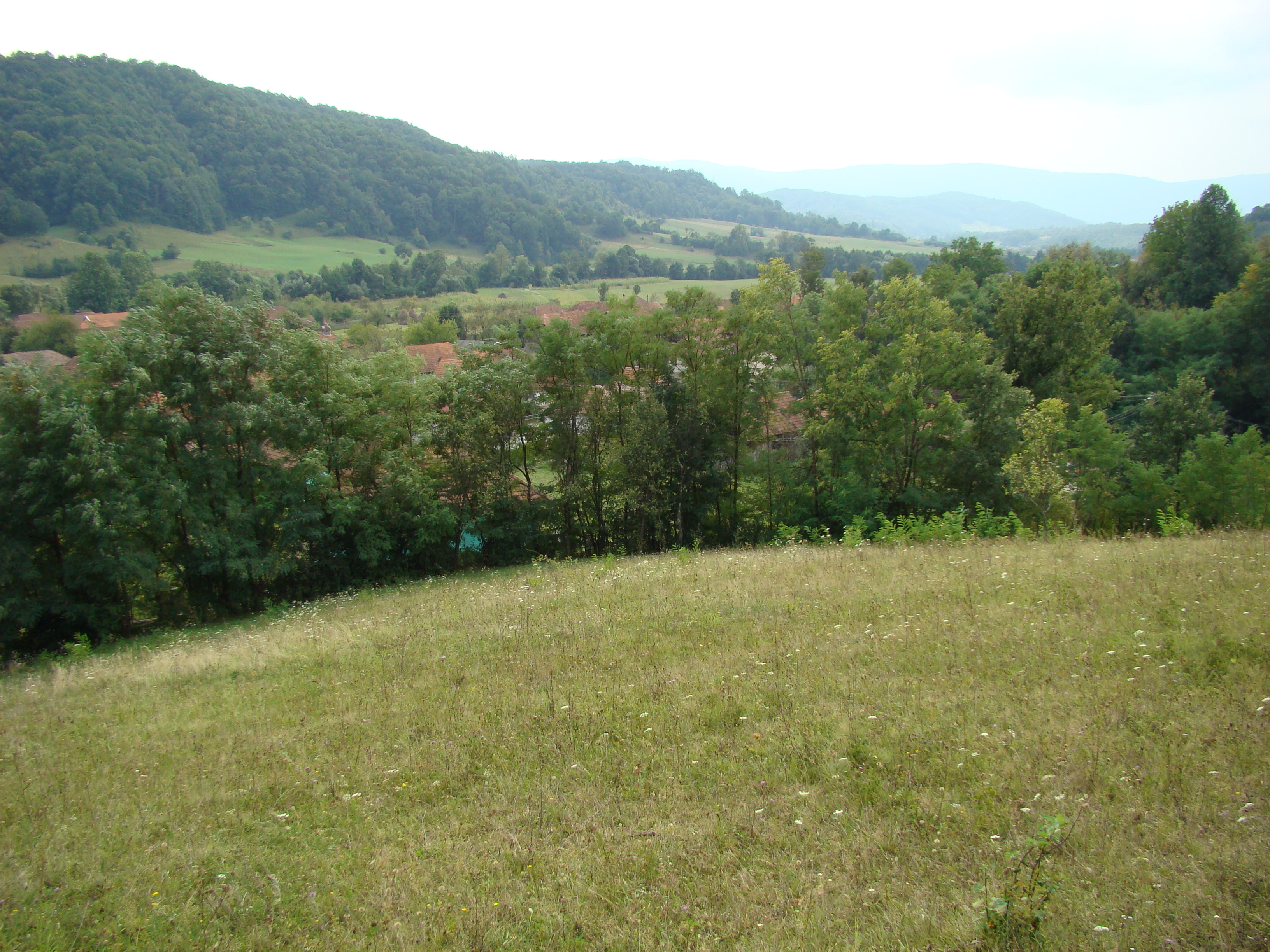
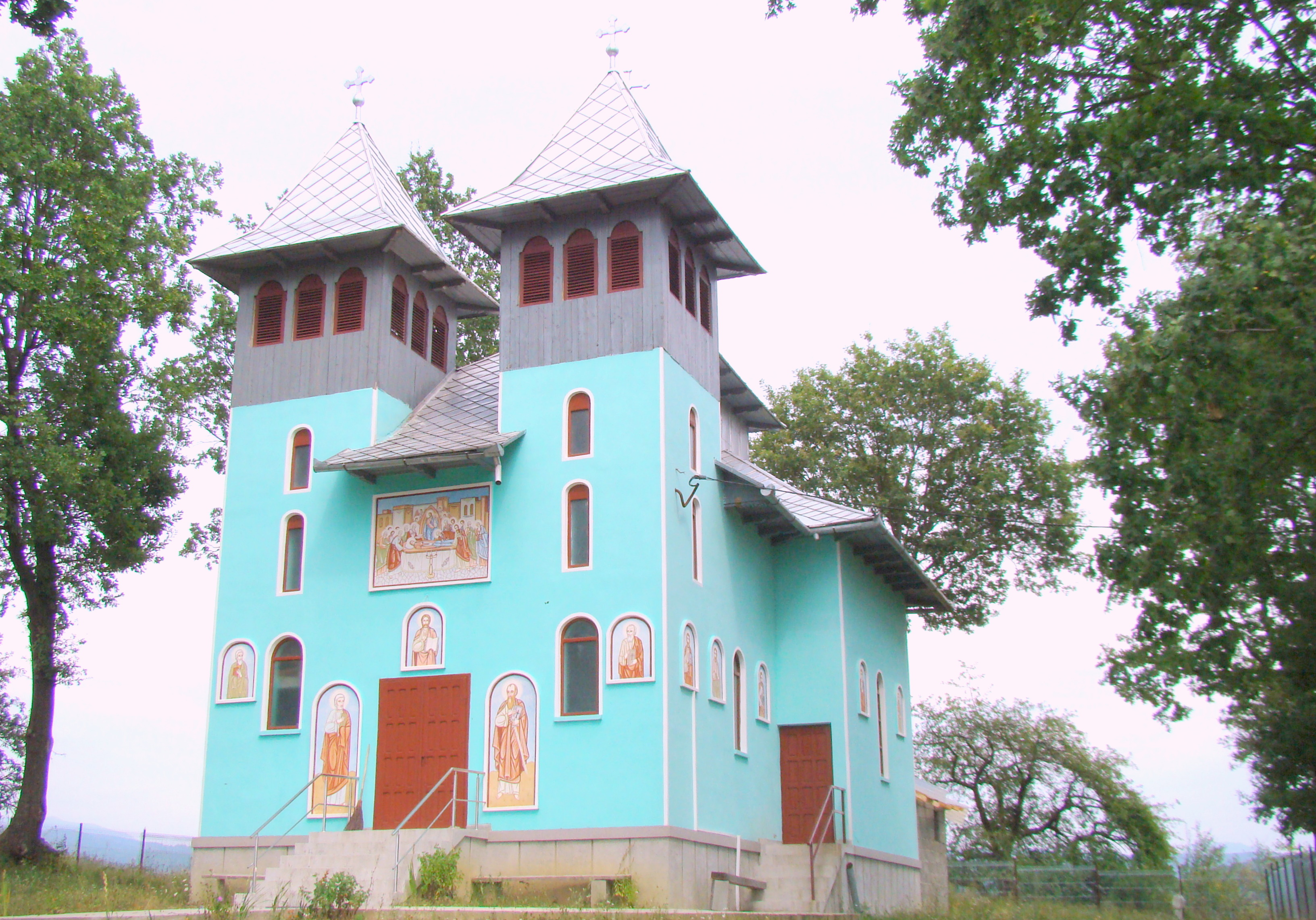
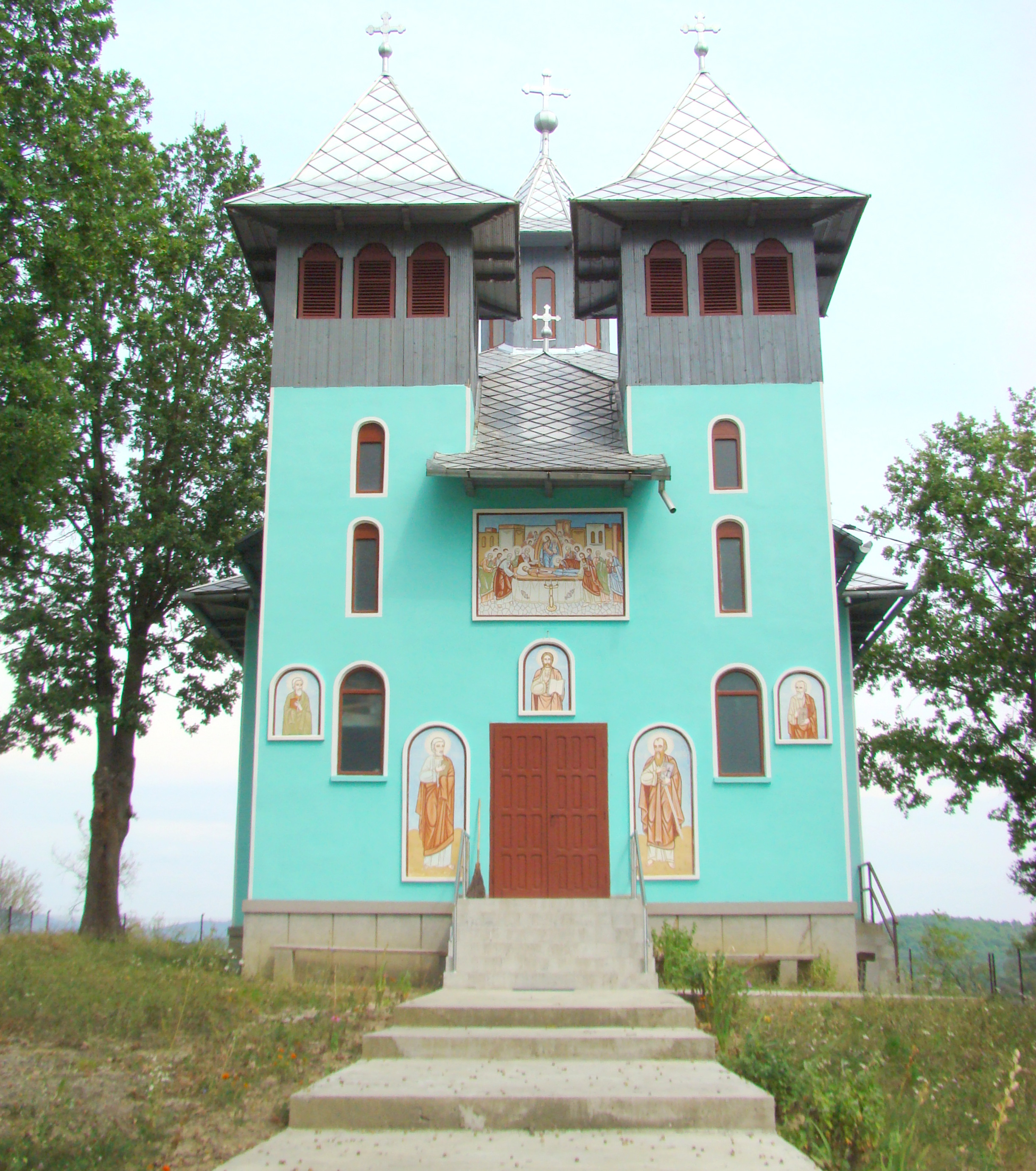
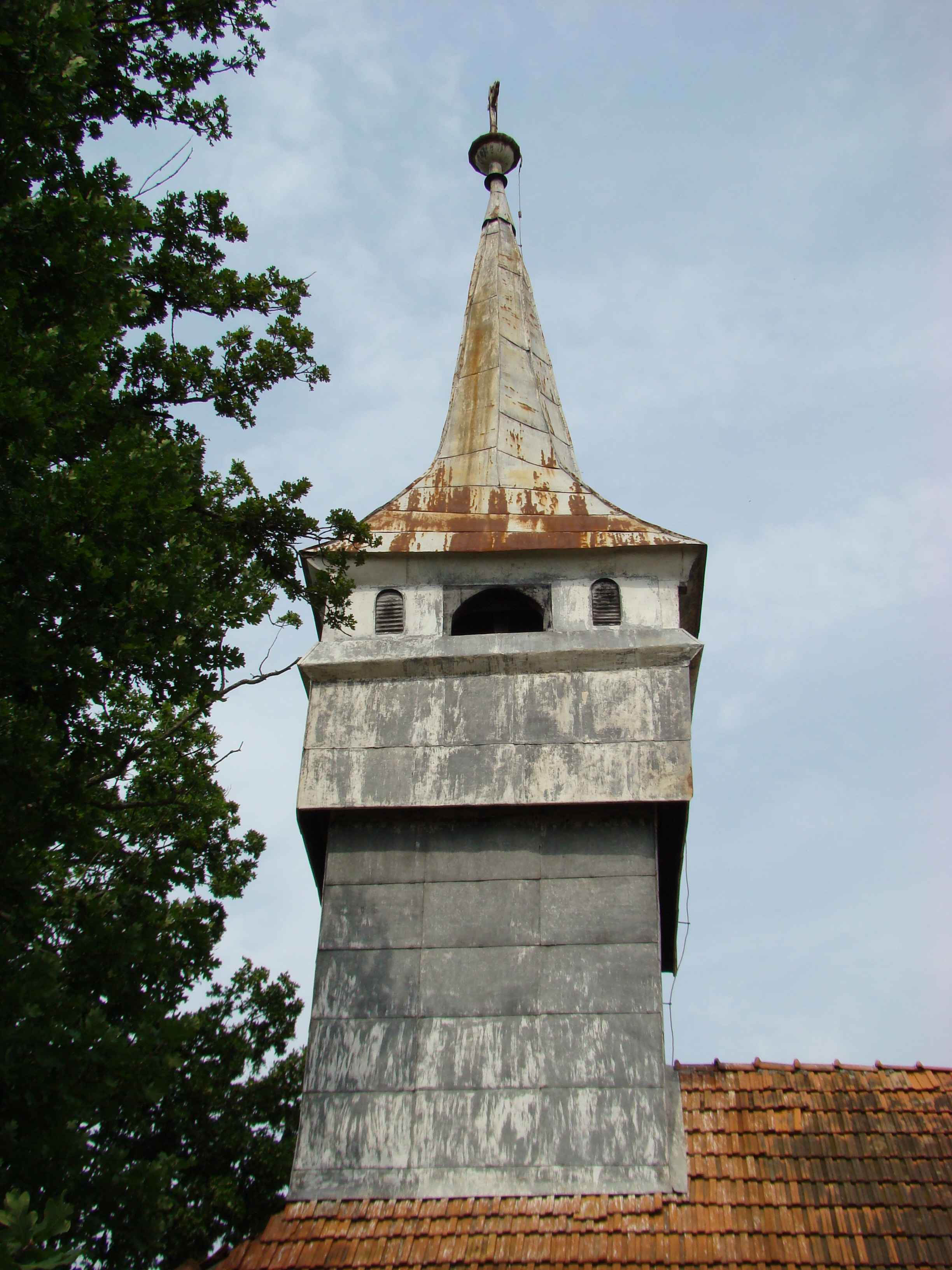
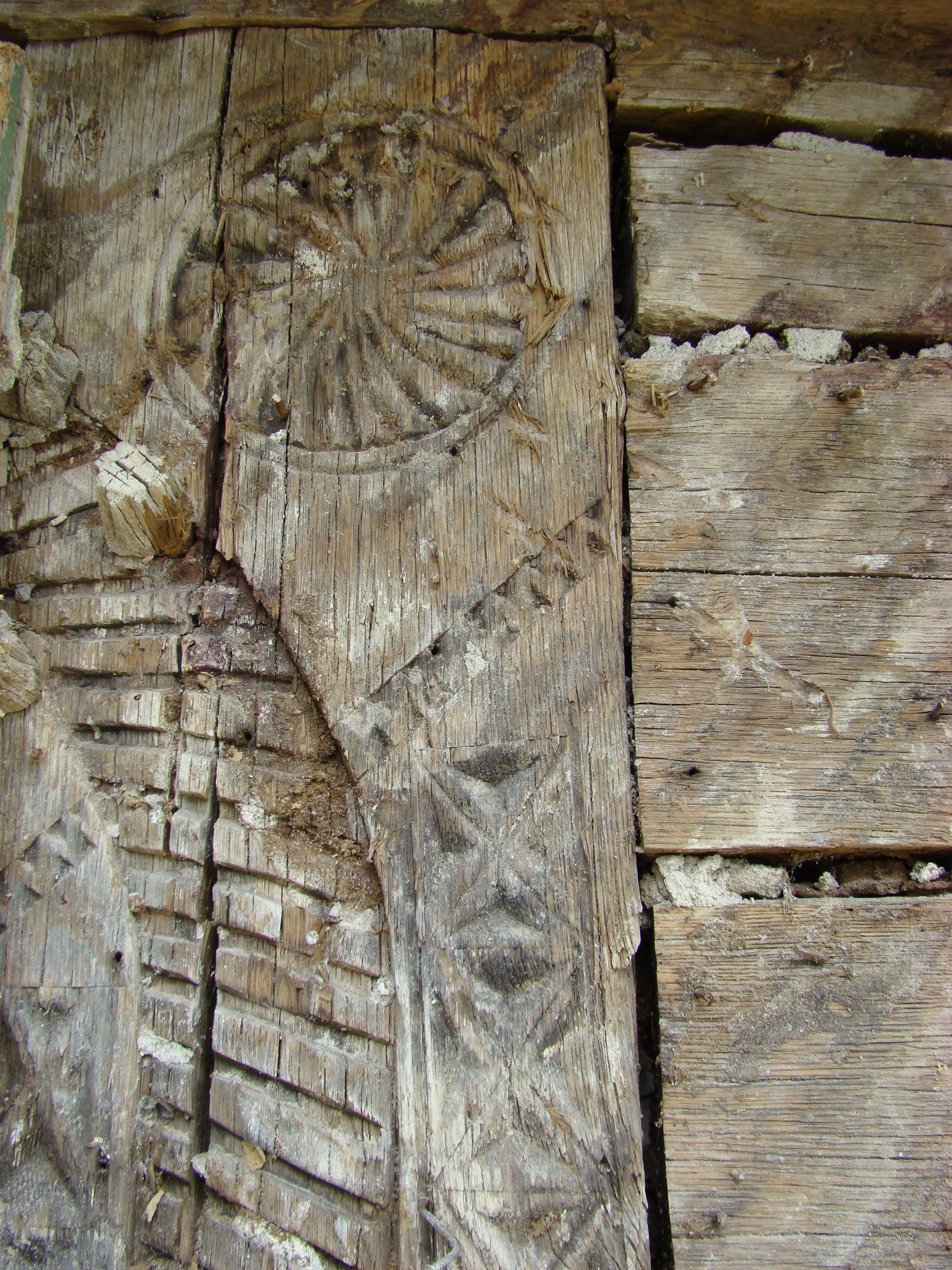
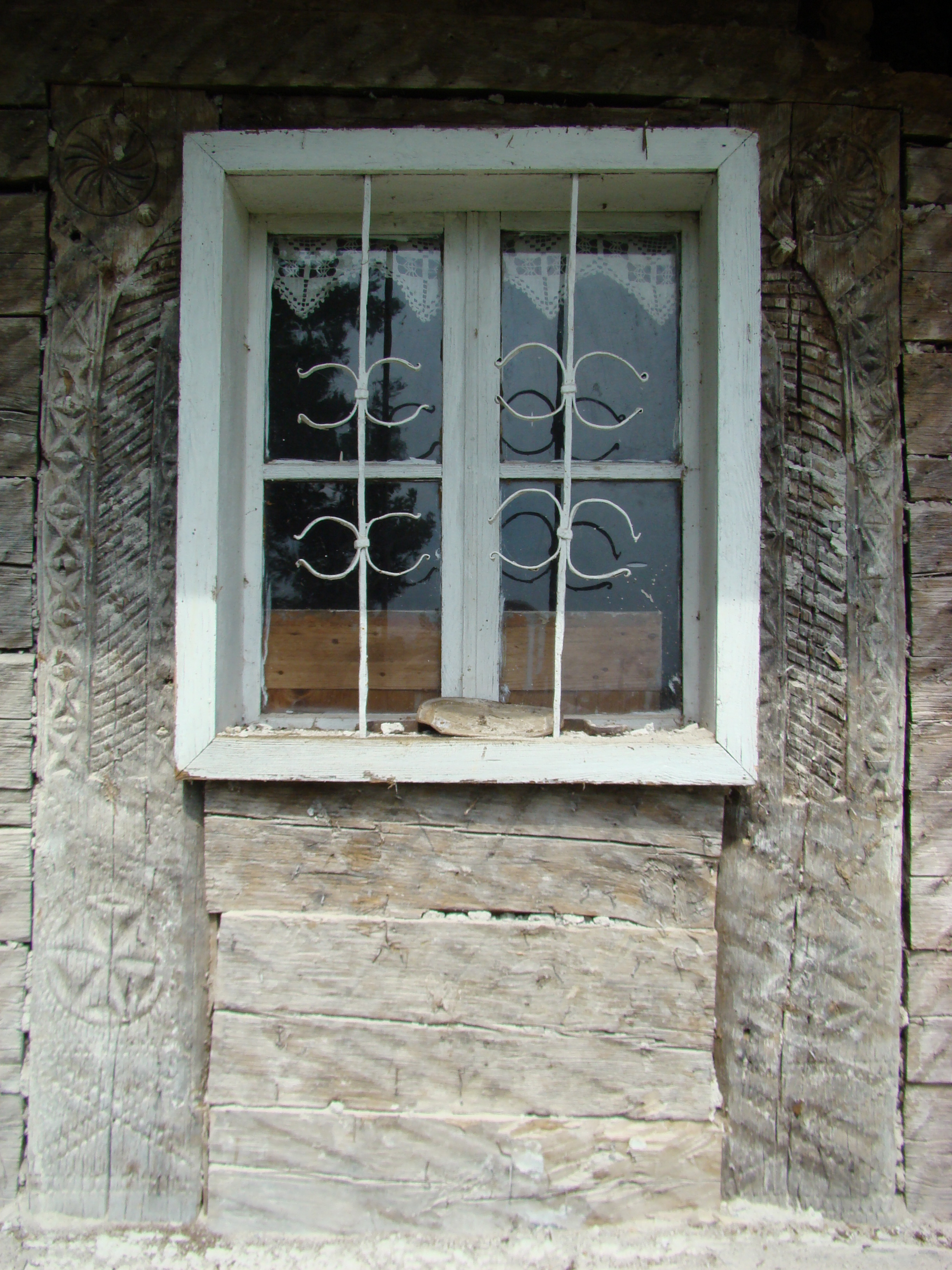
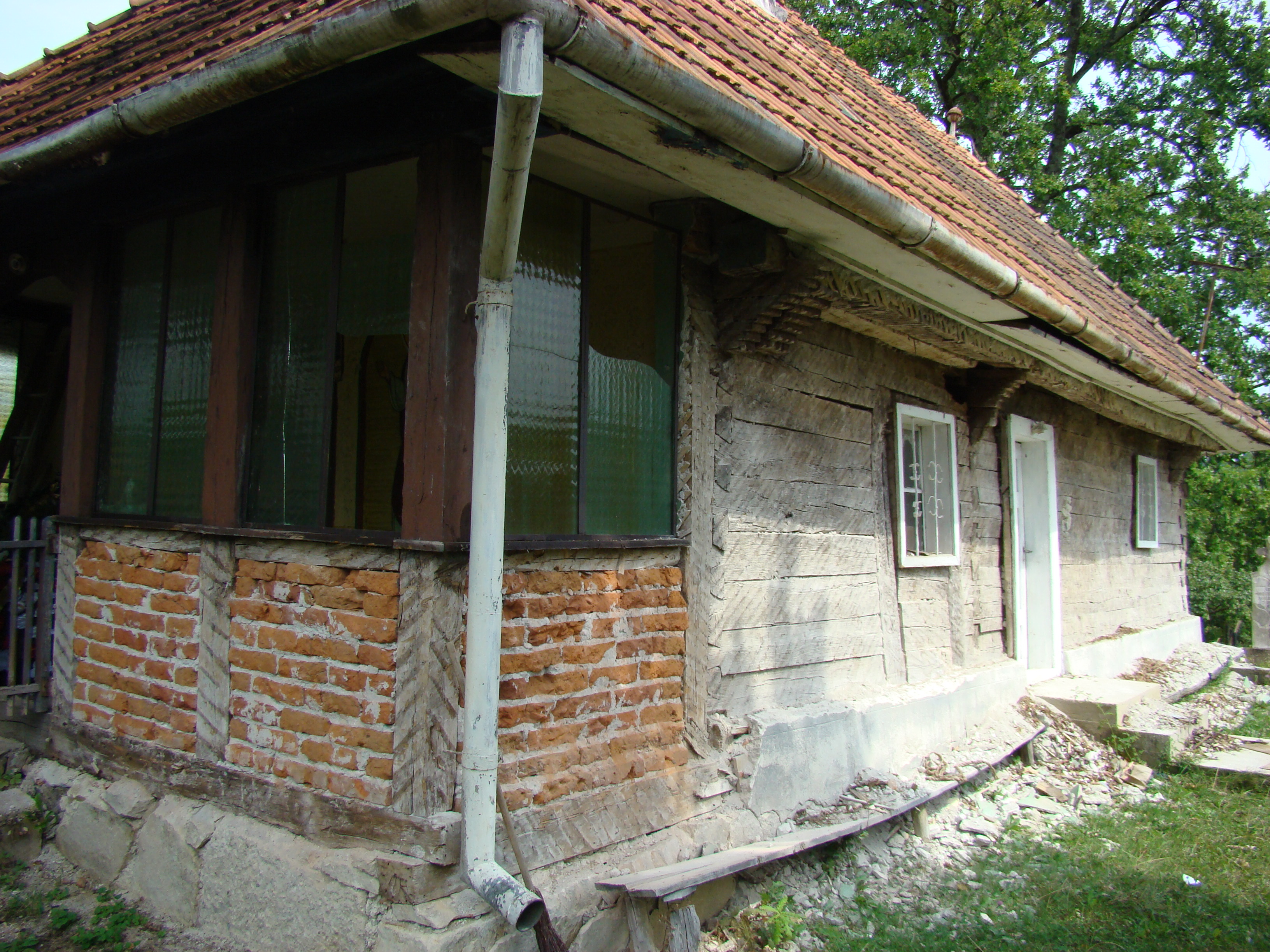
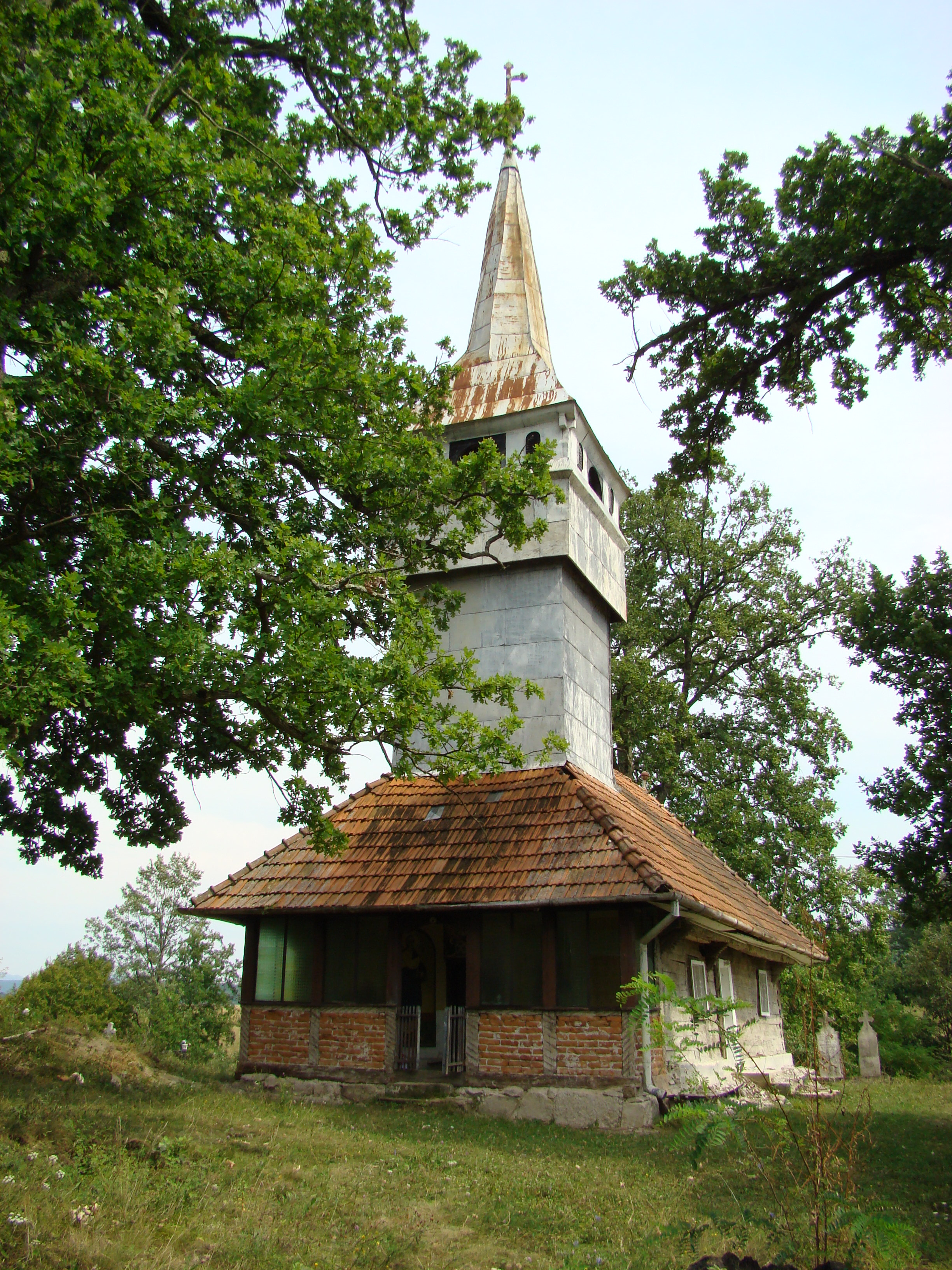
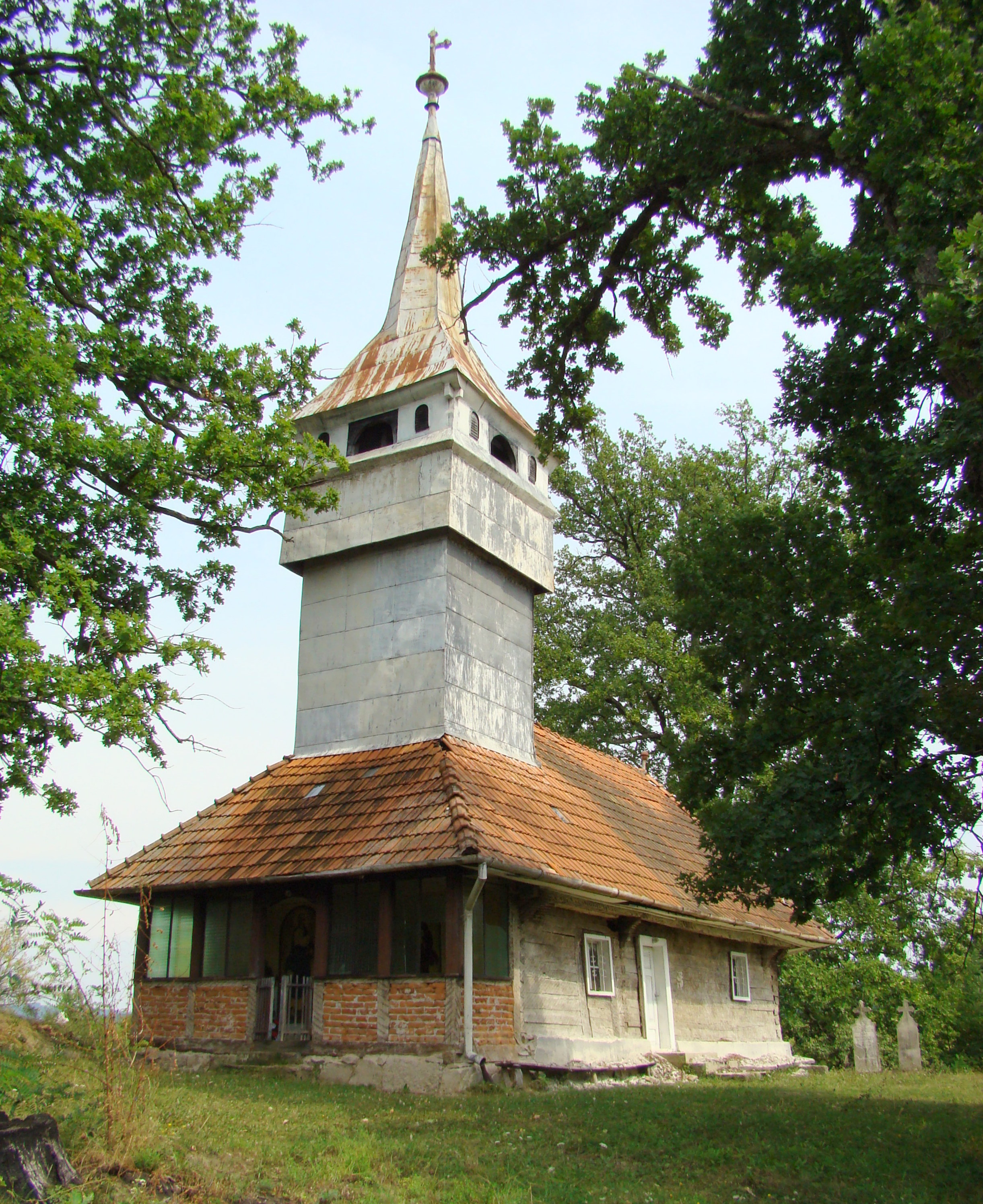
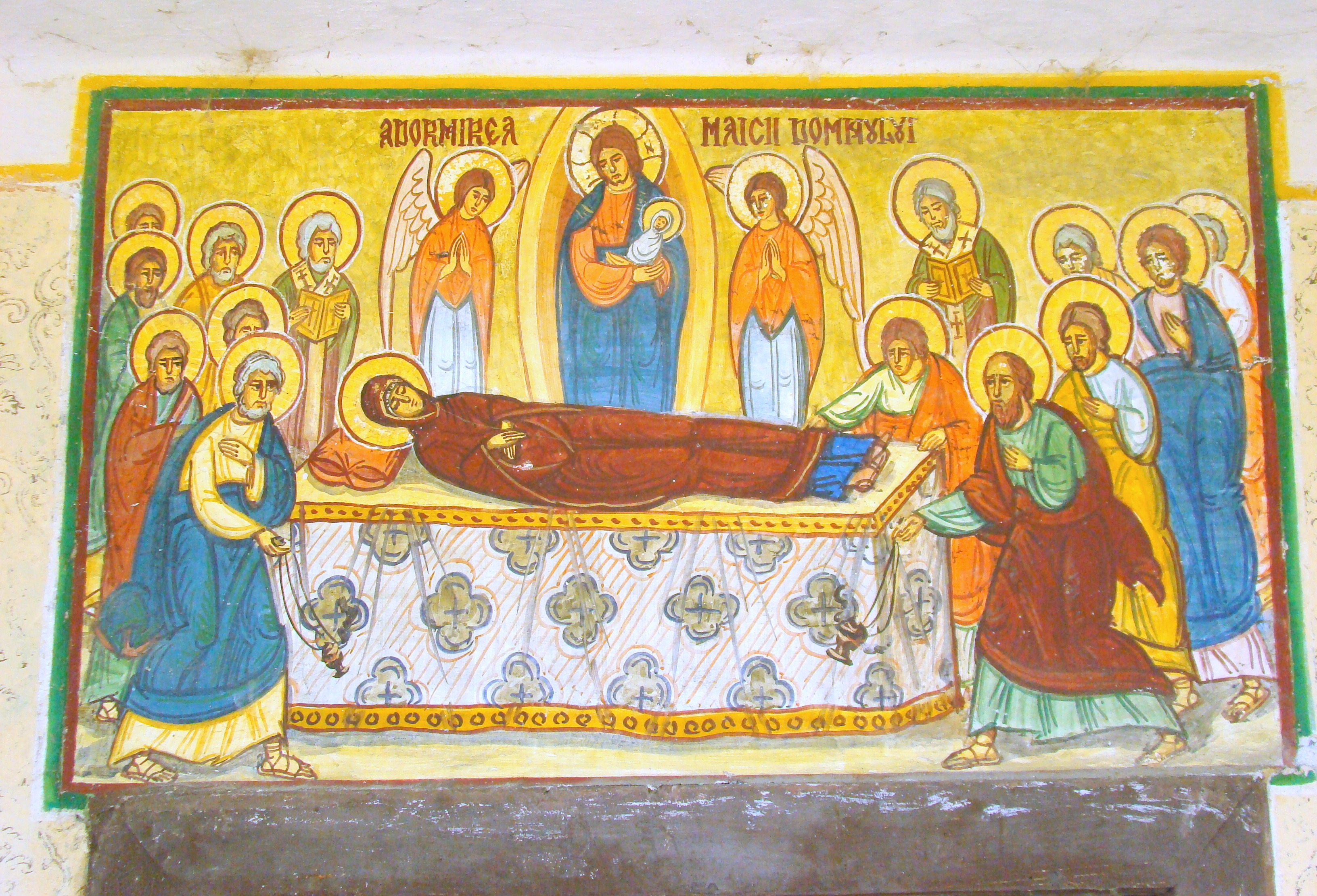
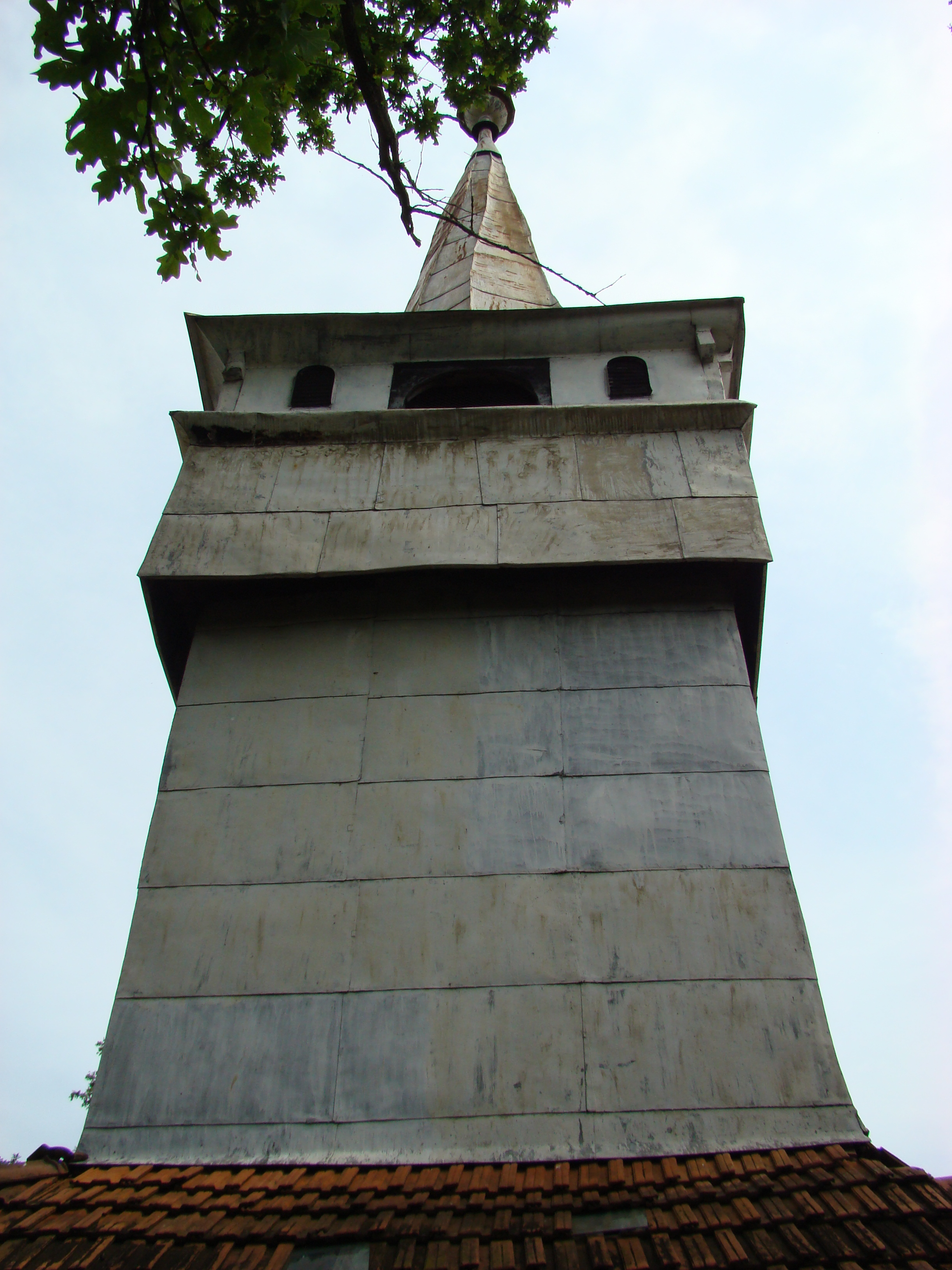
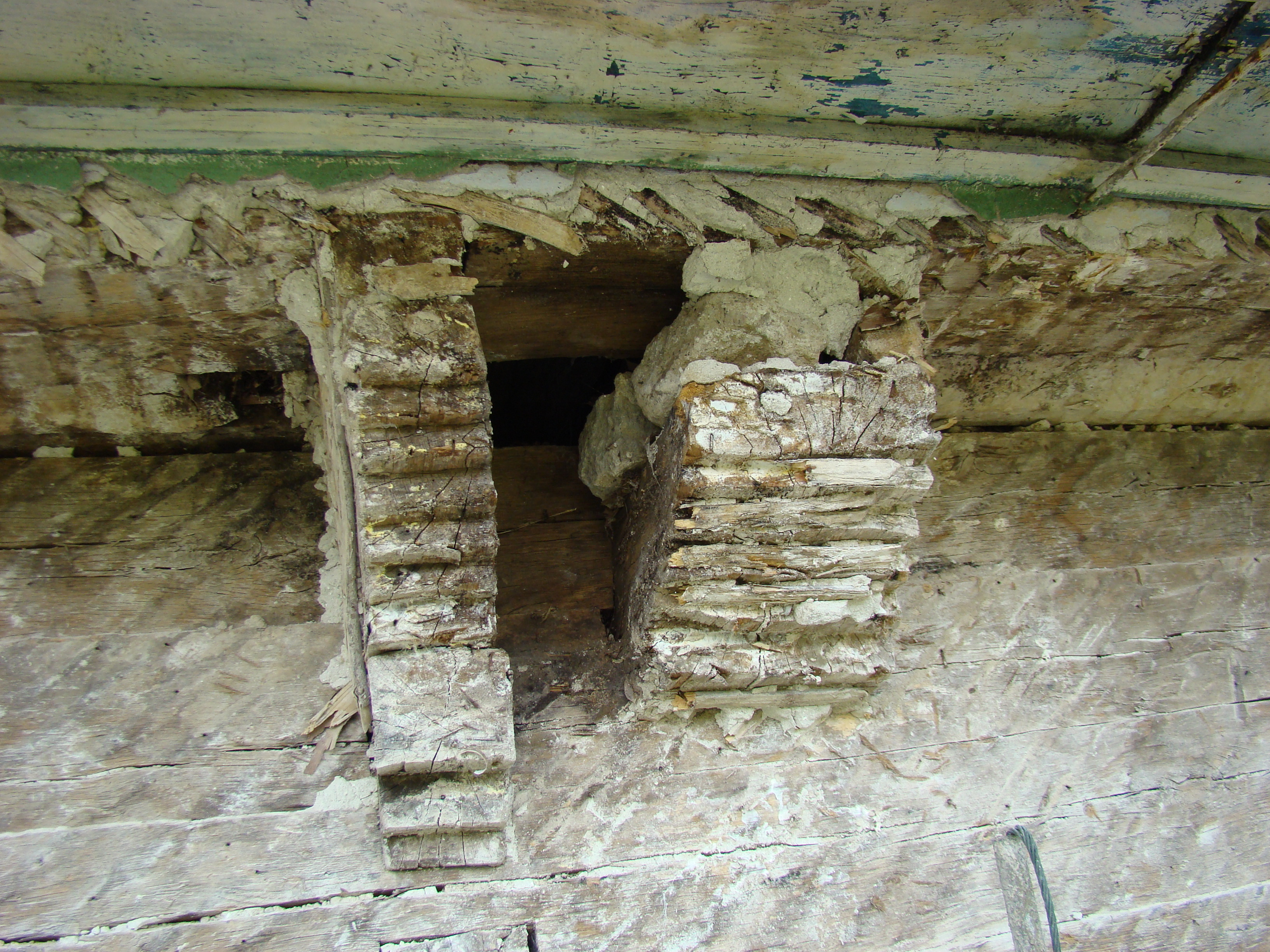
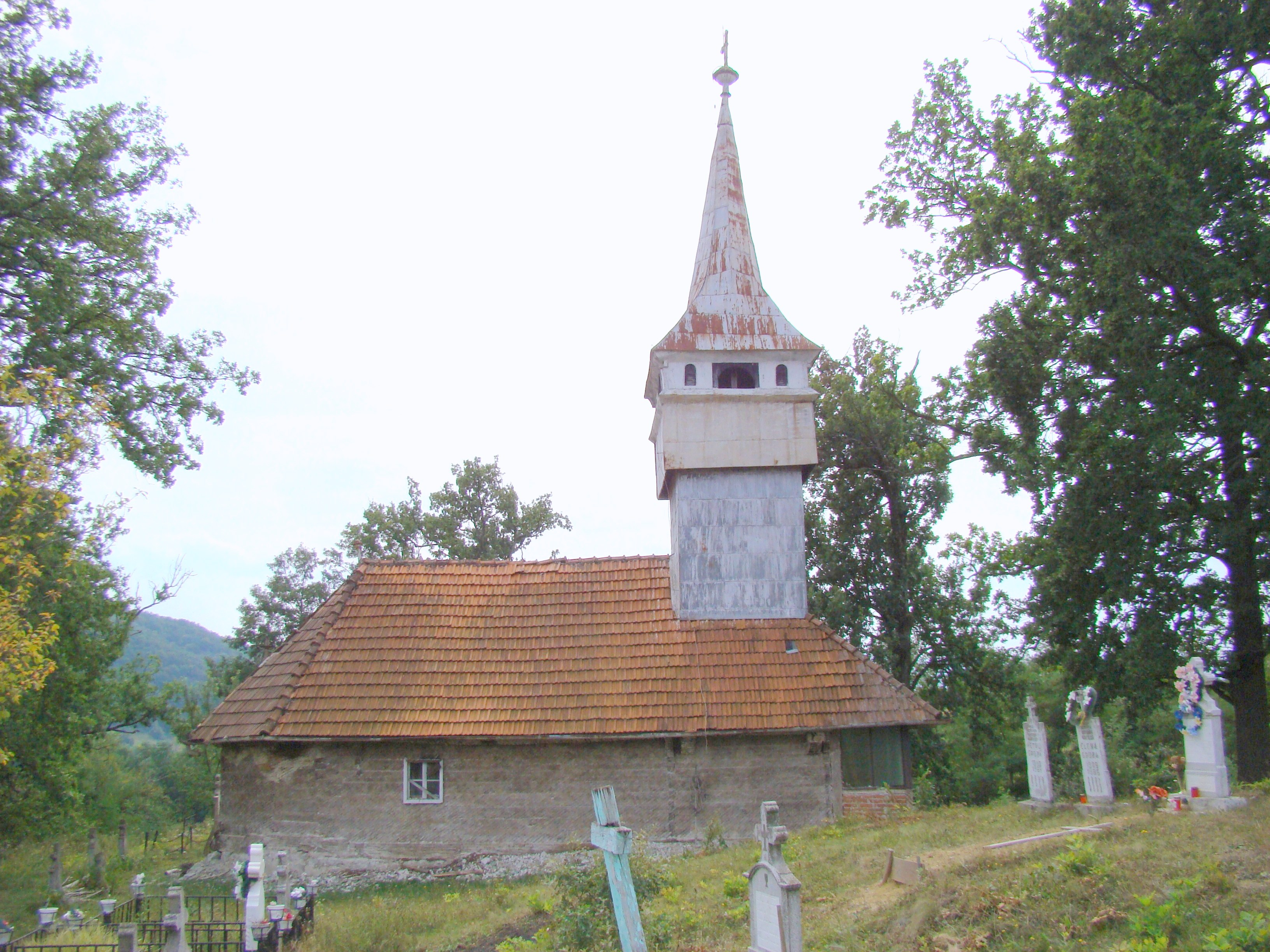
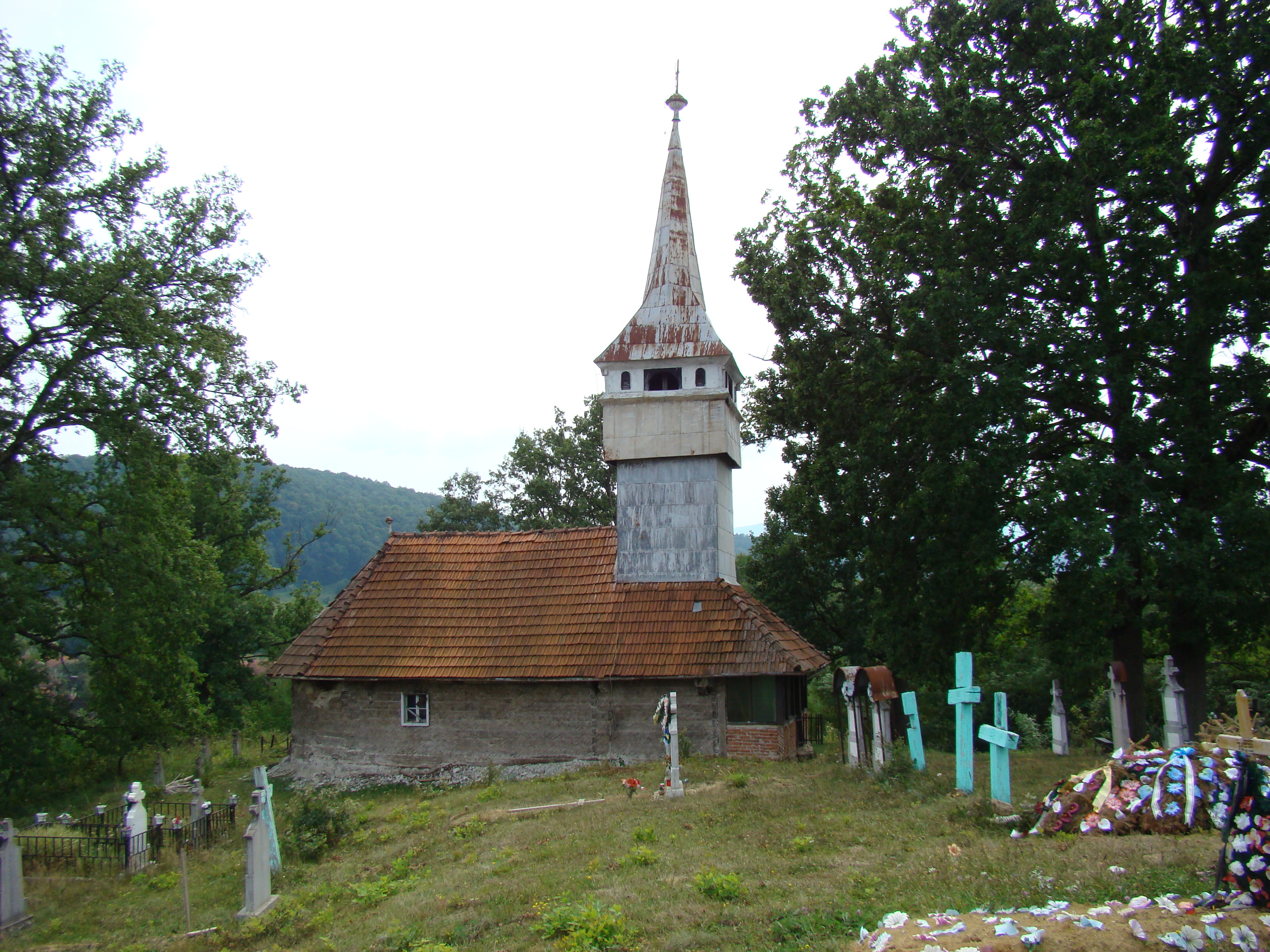
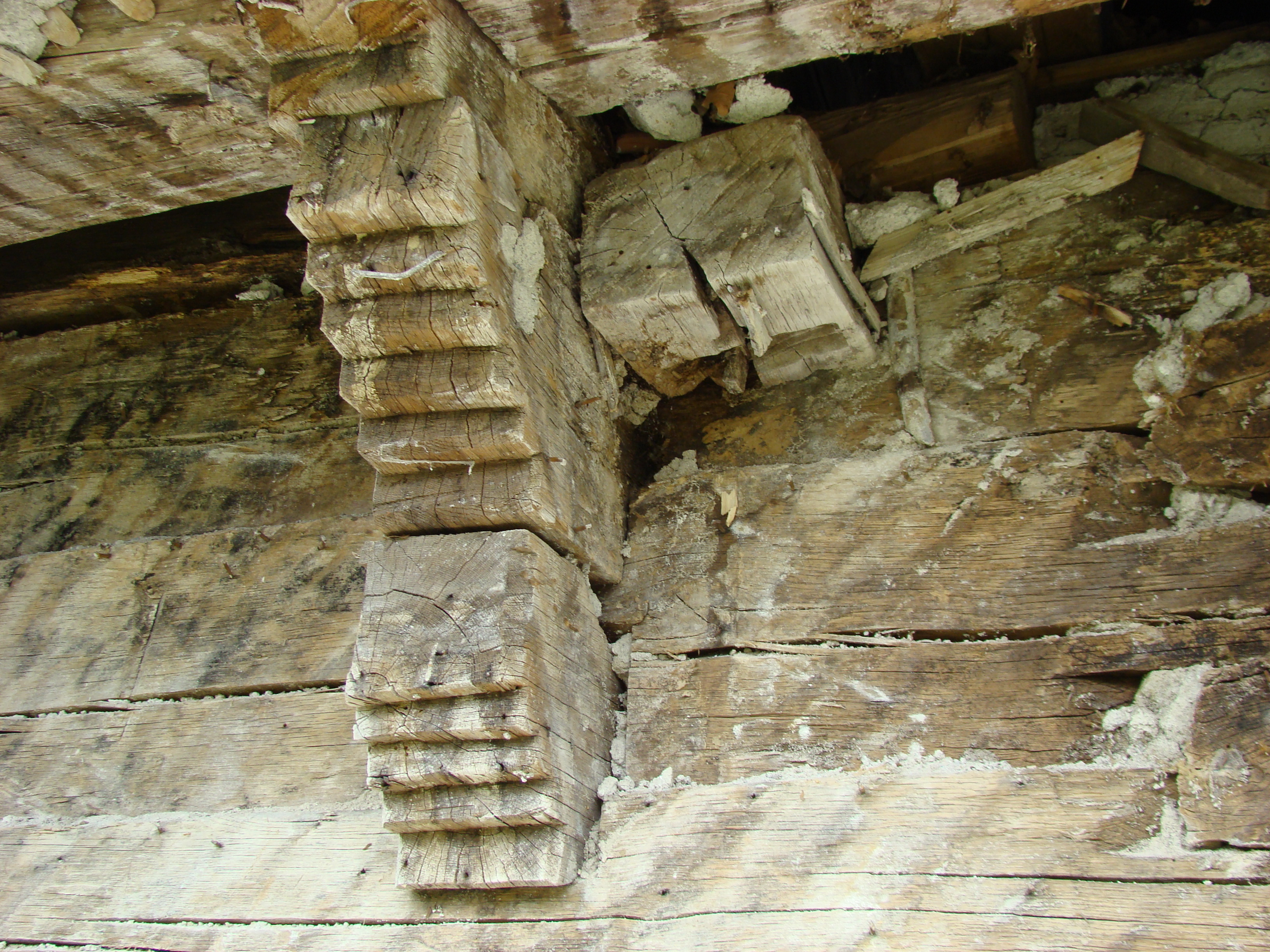
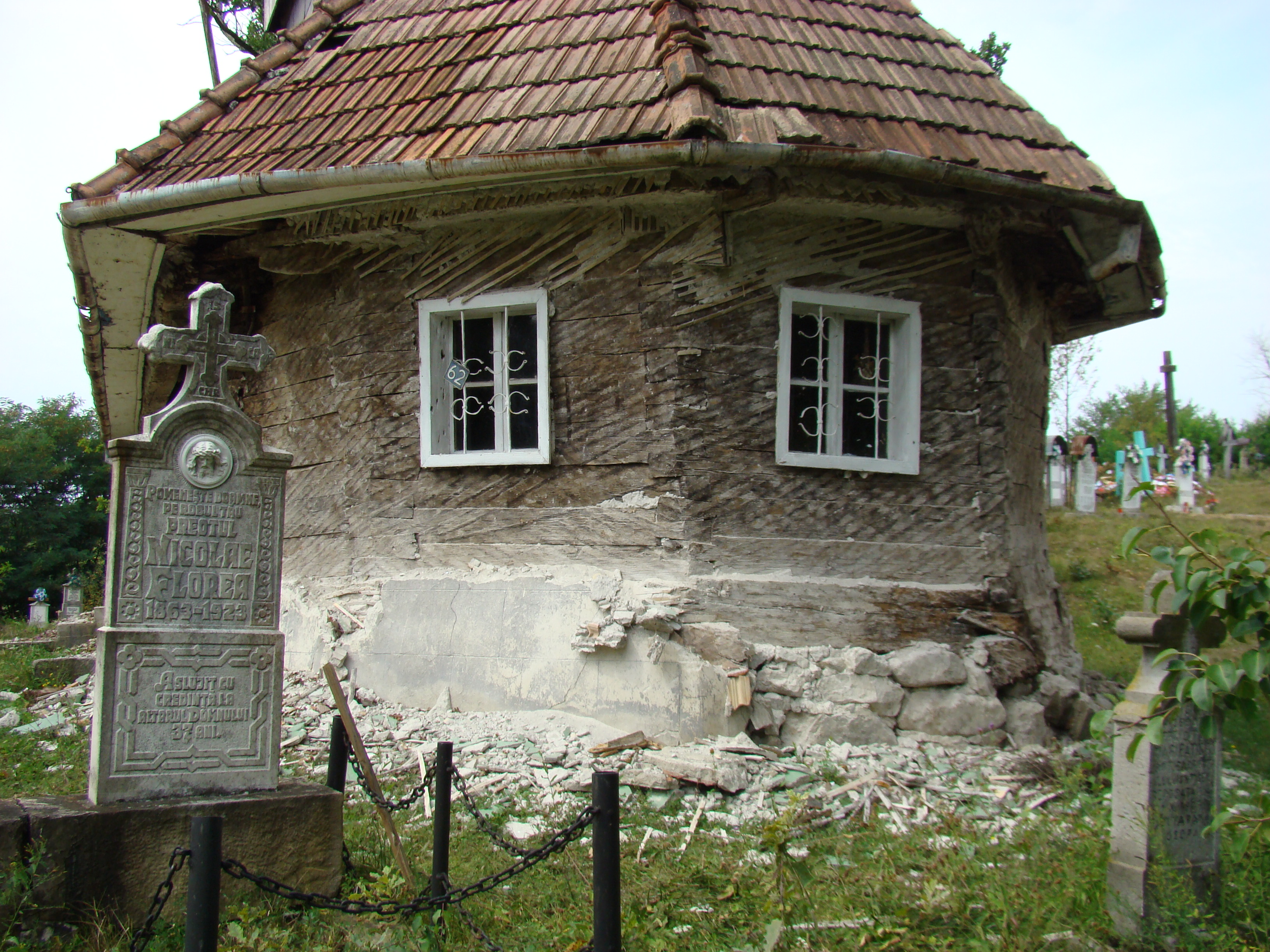
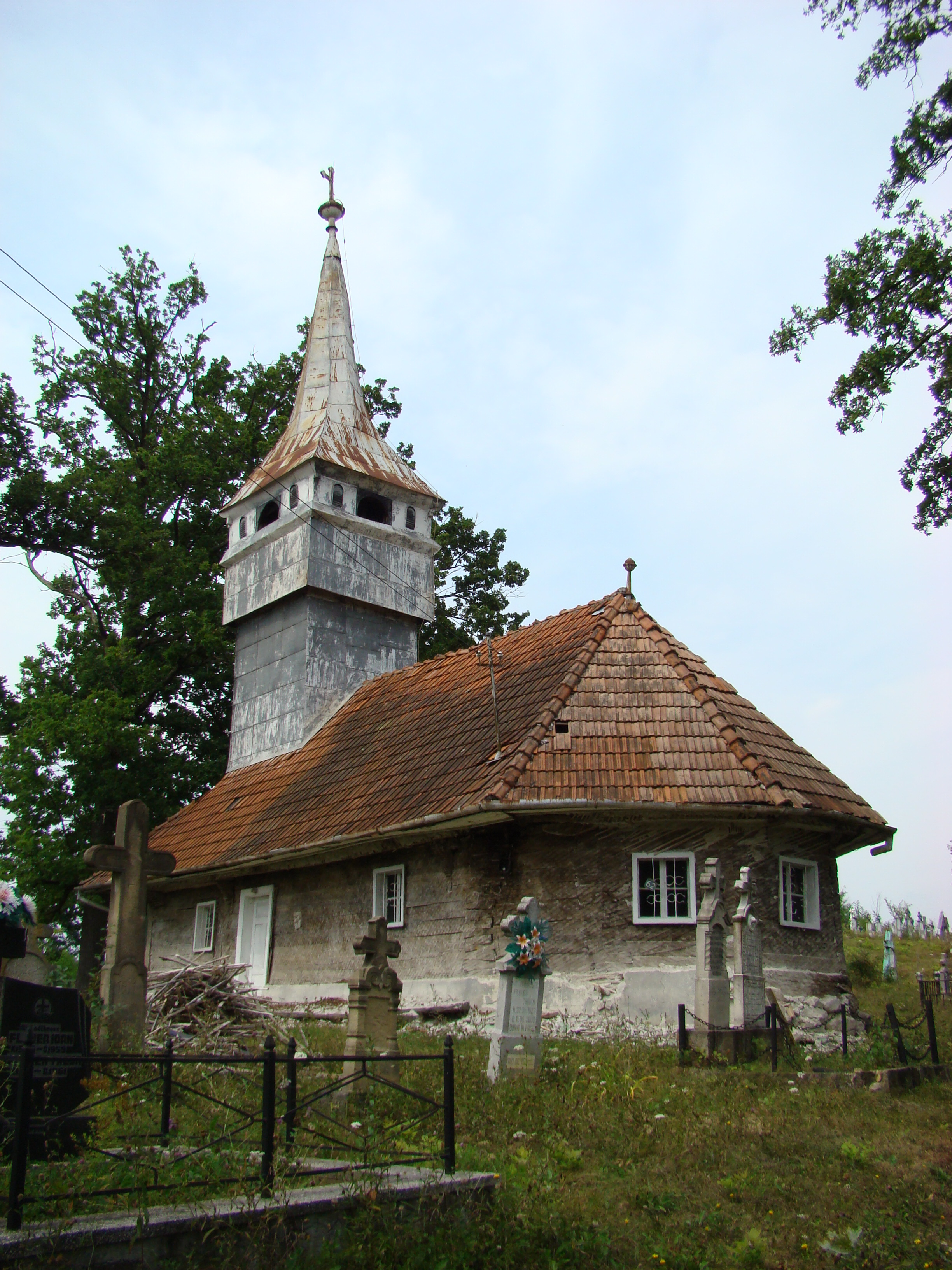

## Imagini din interior

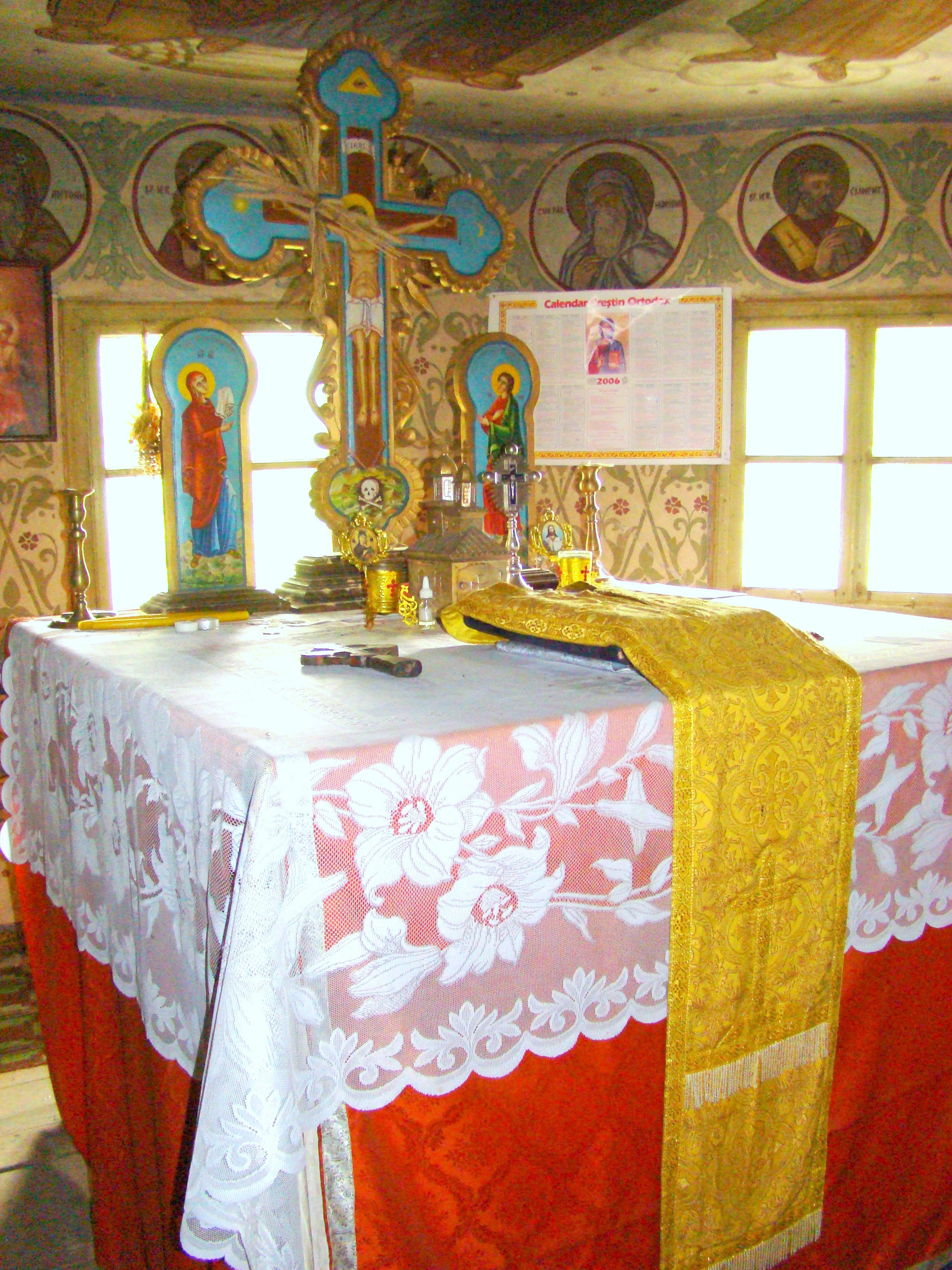
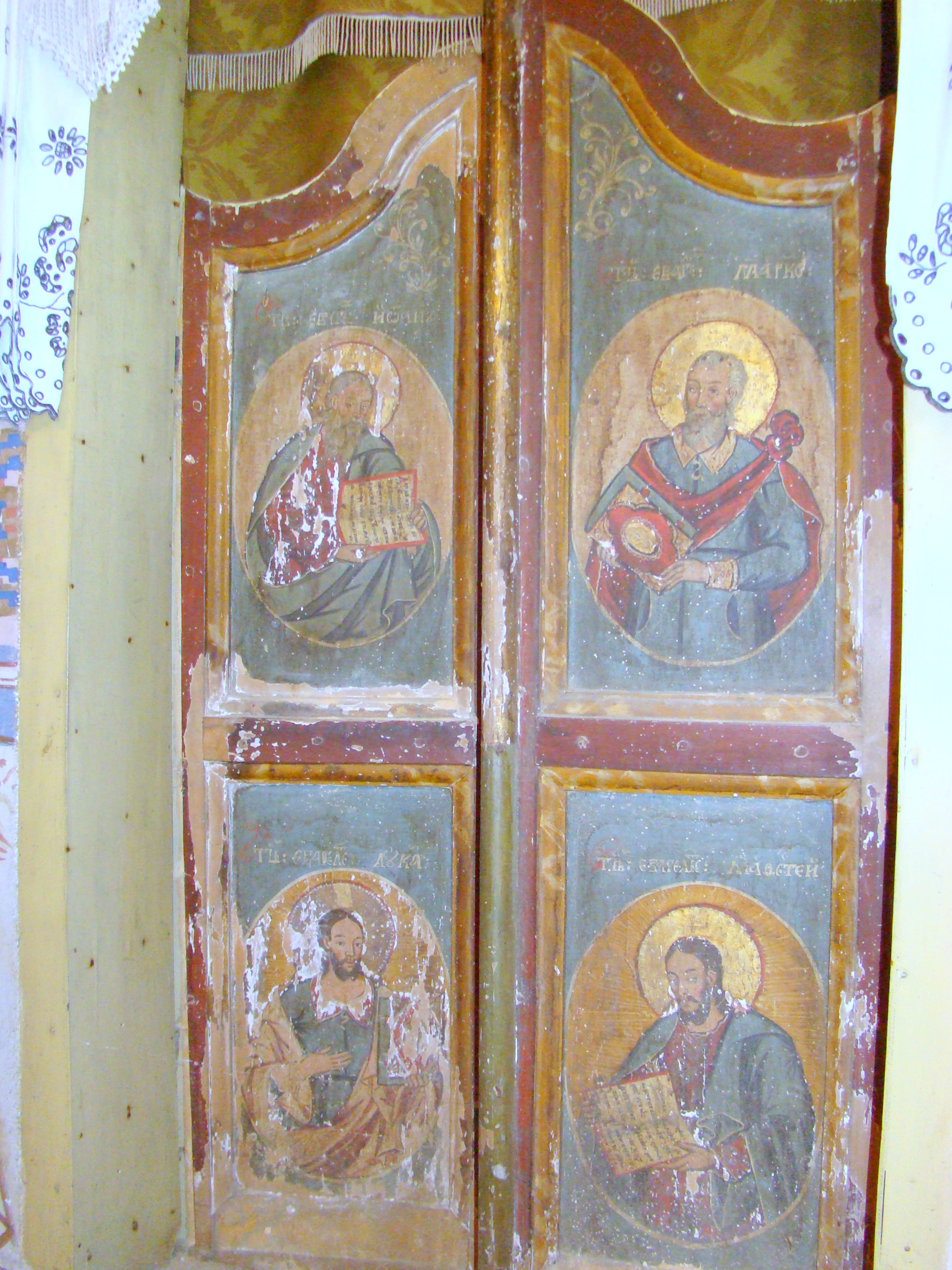
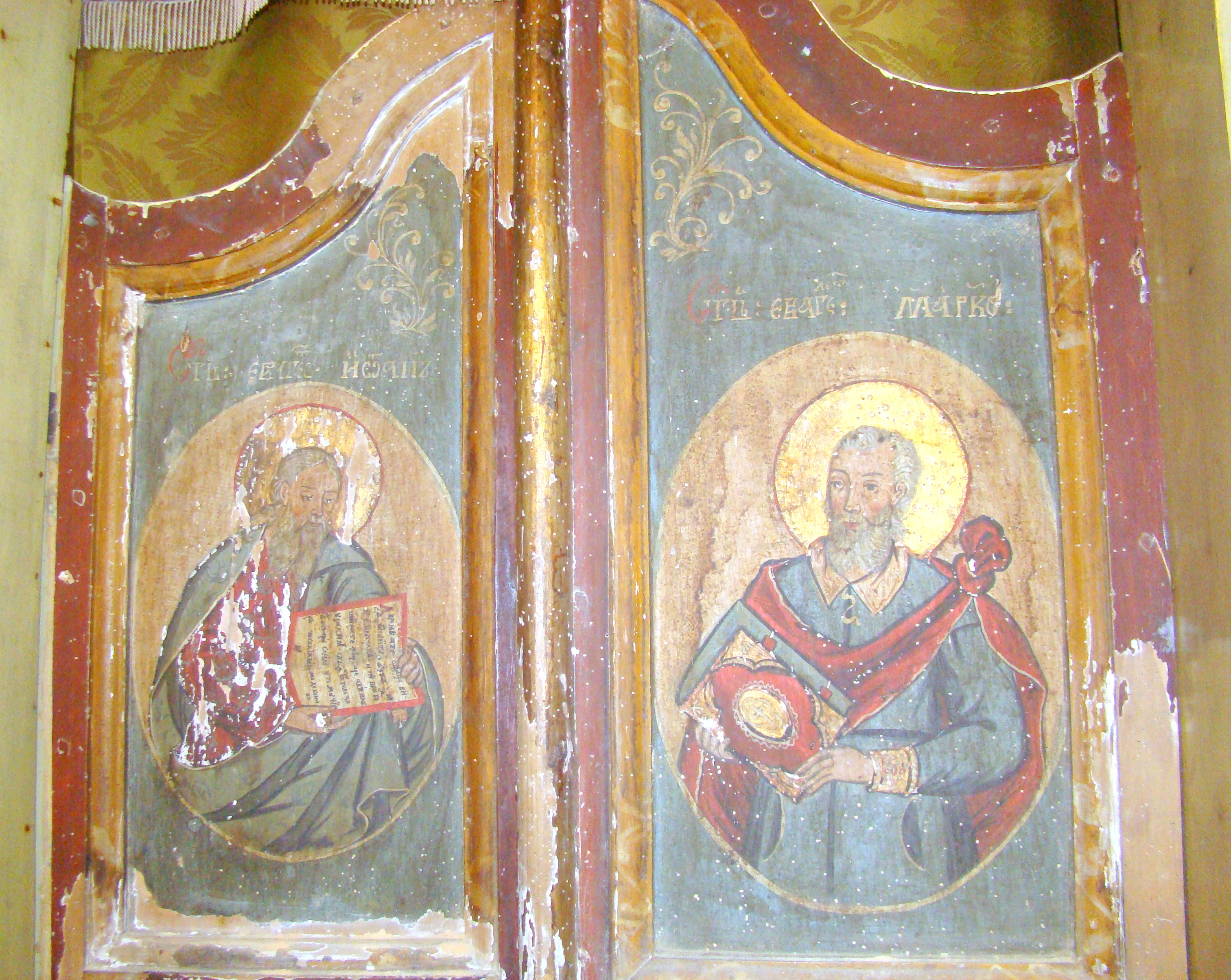
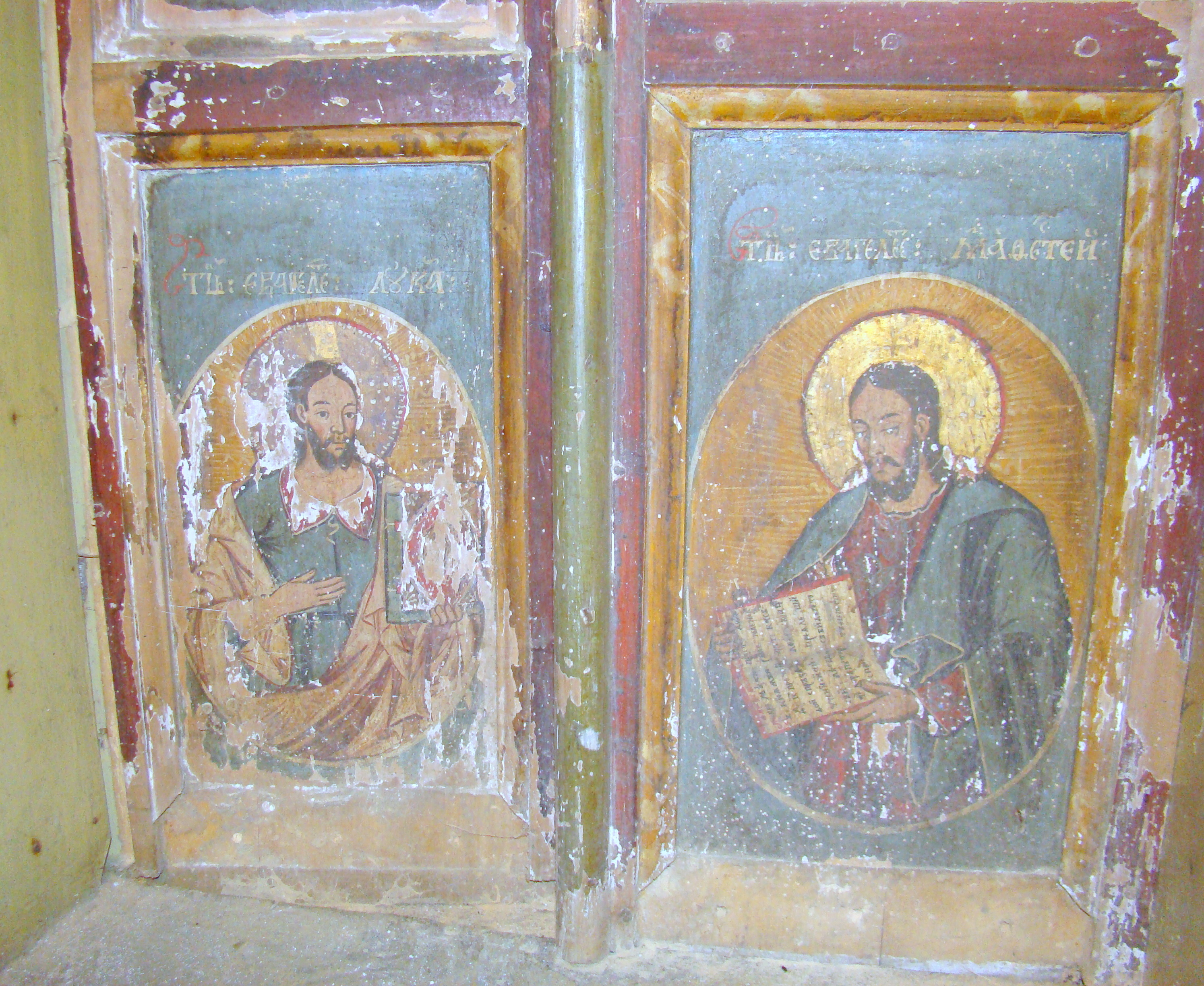
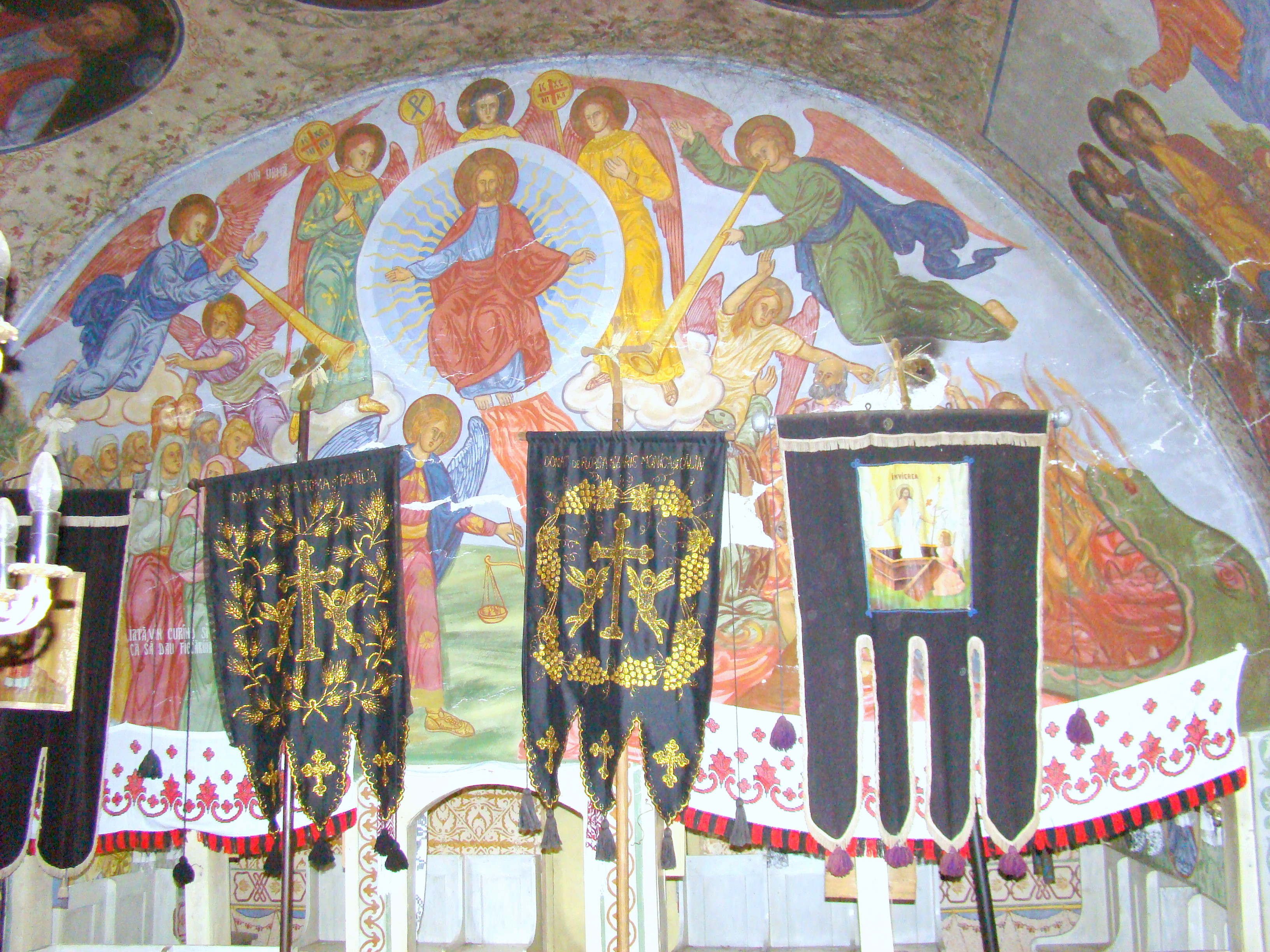
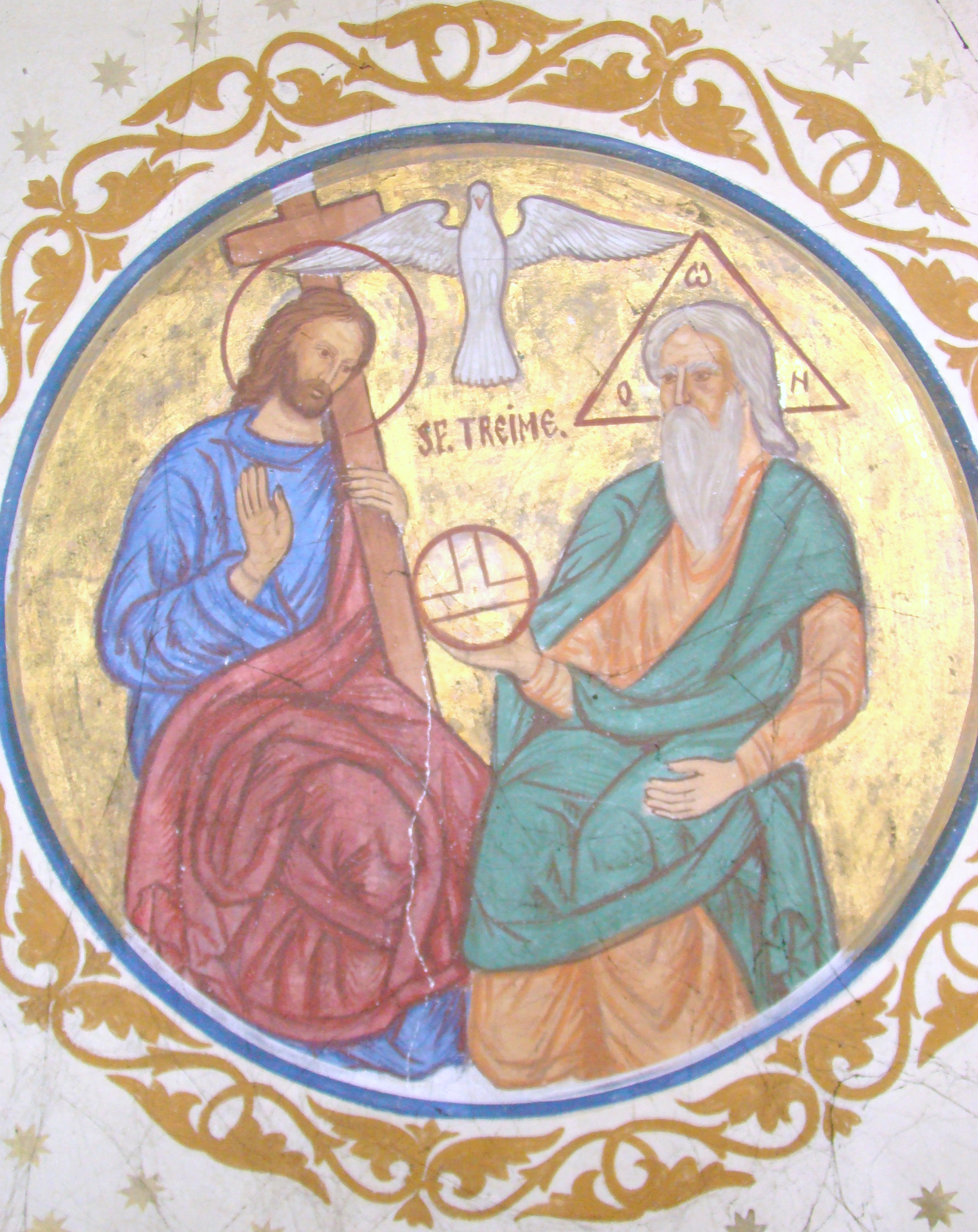
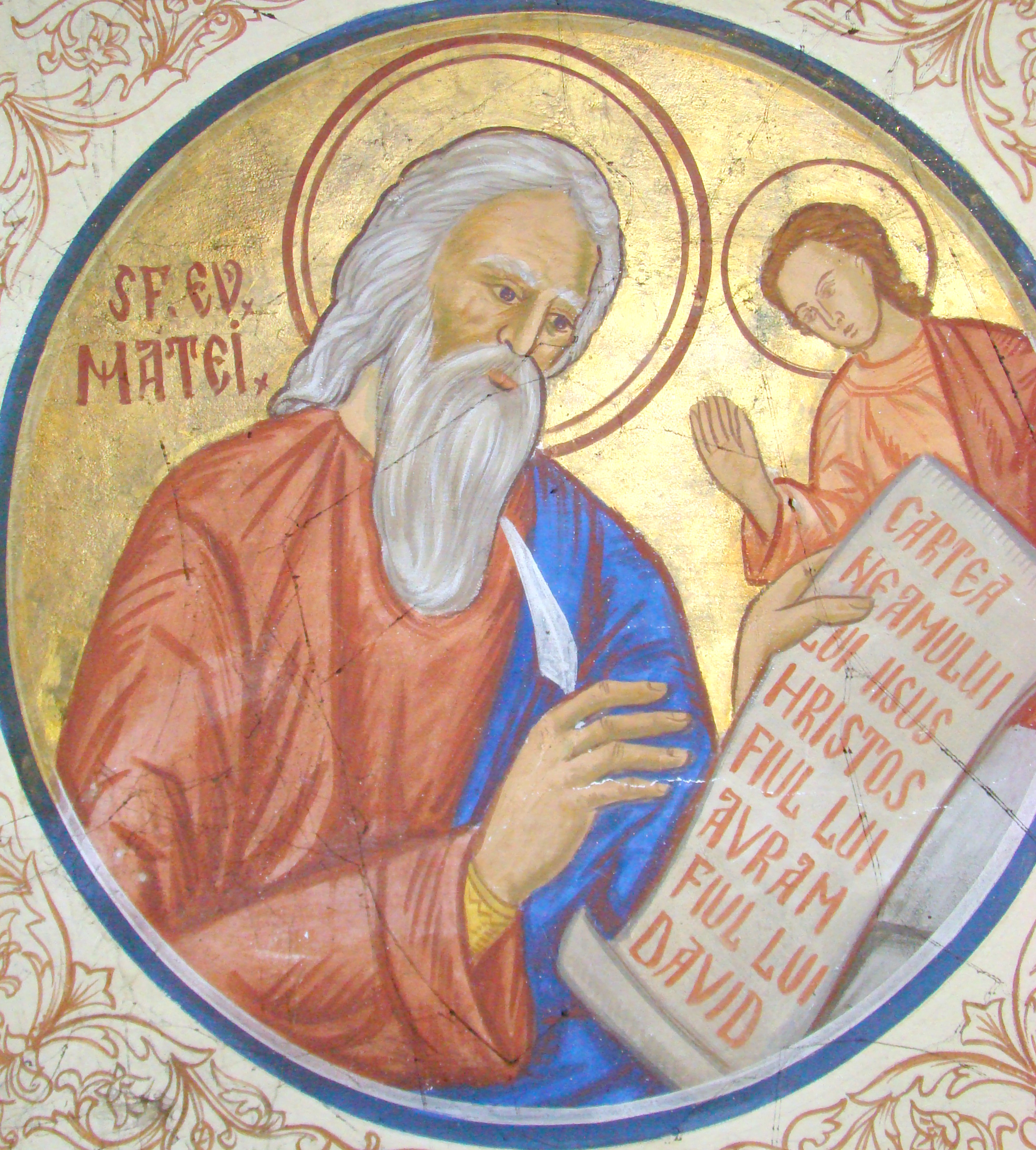
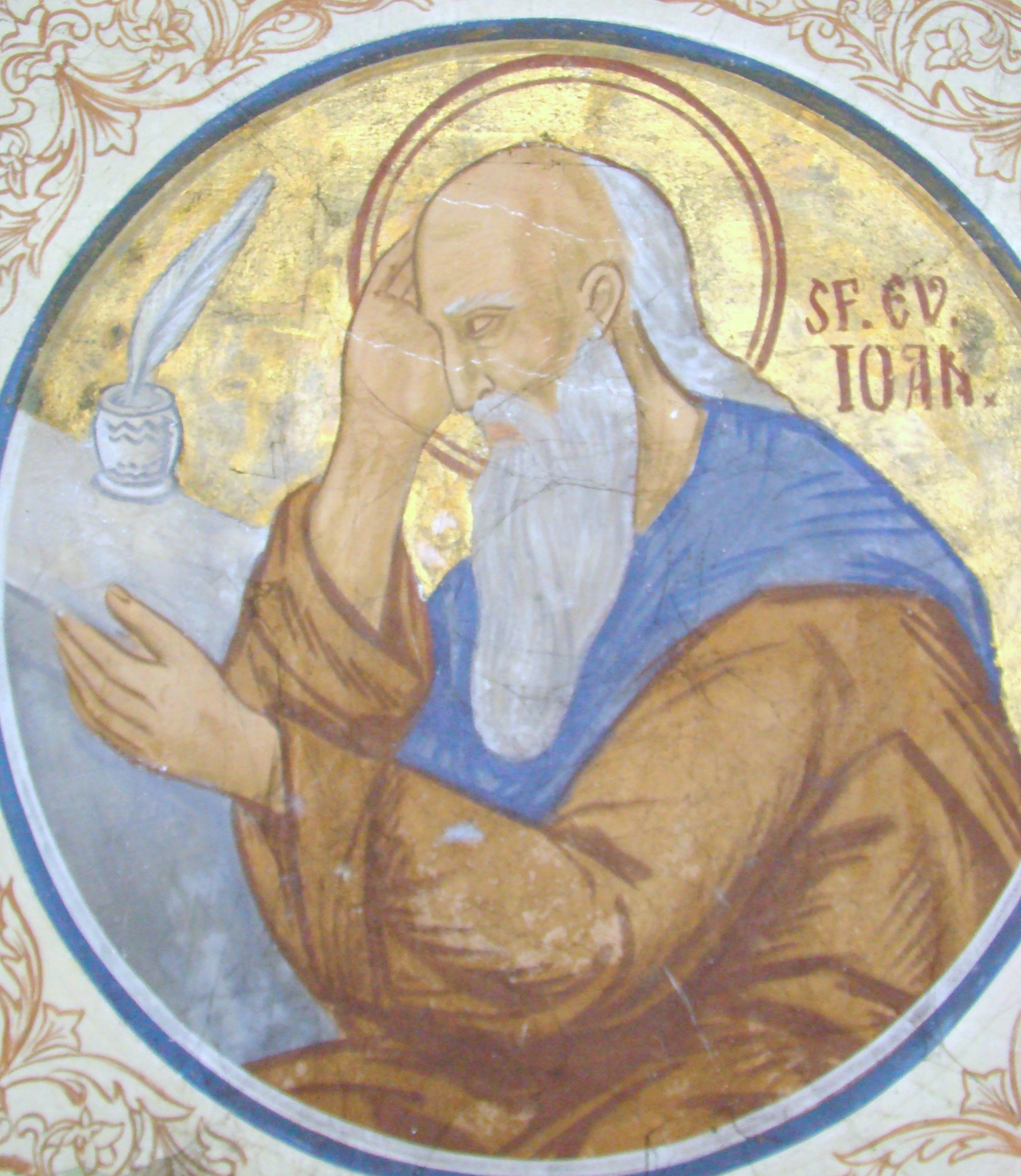
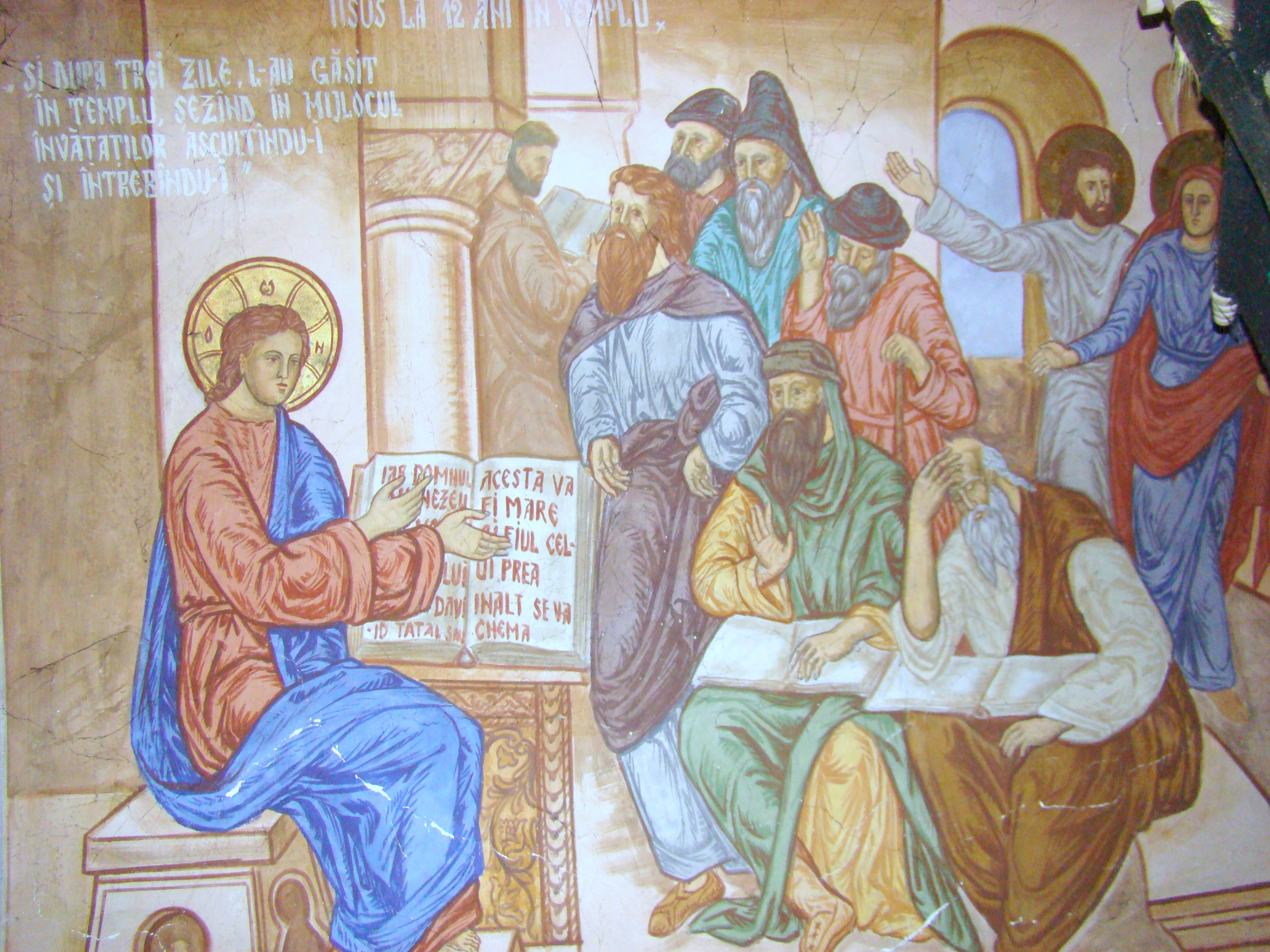
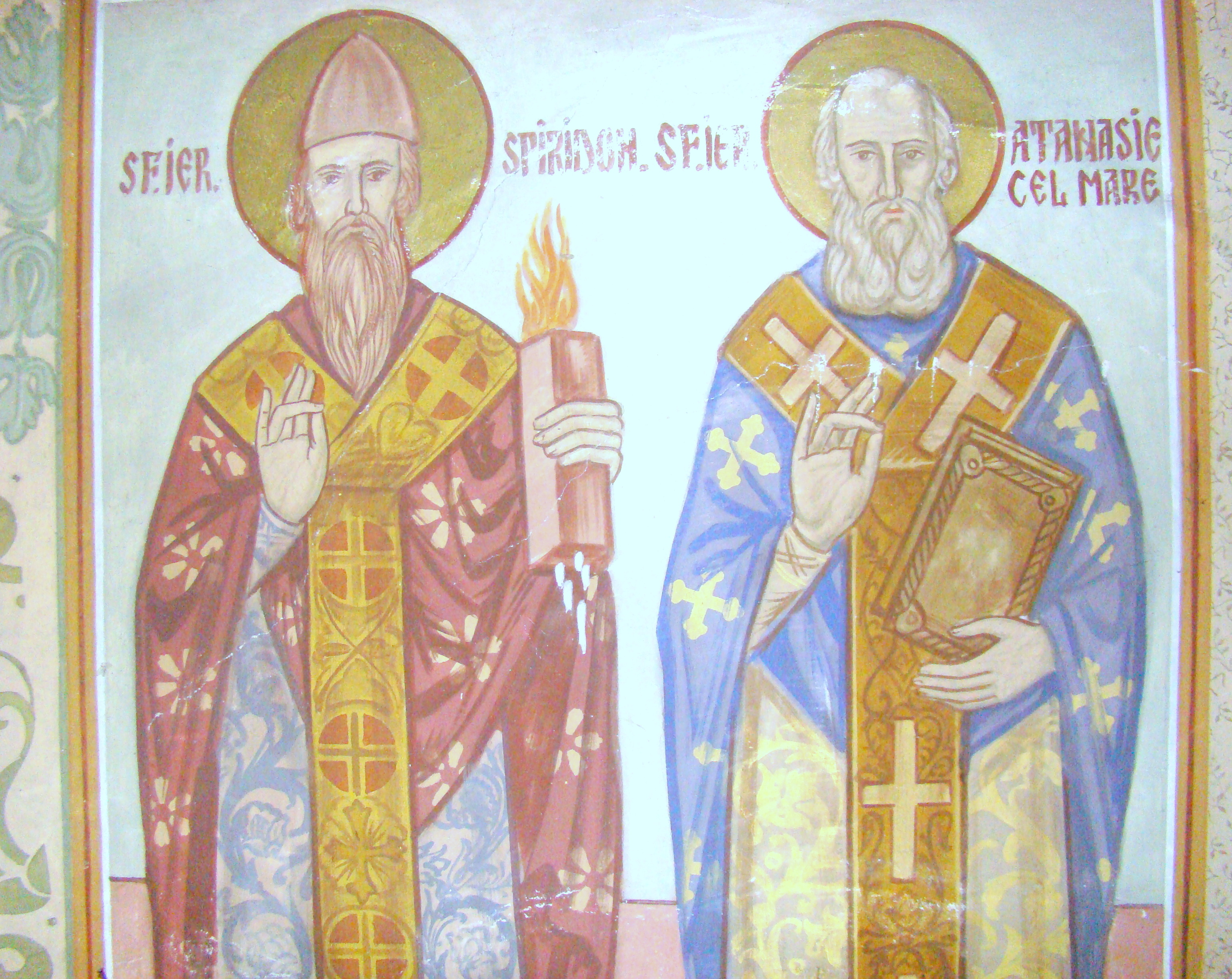
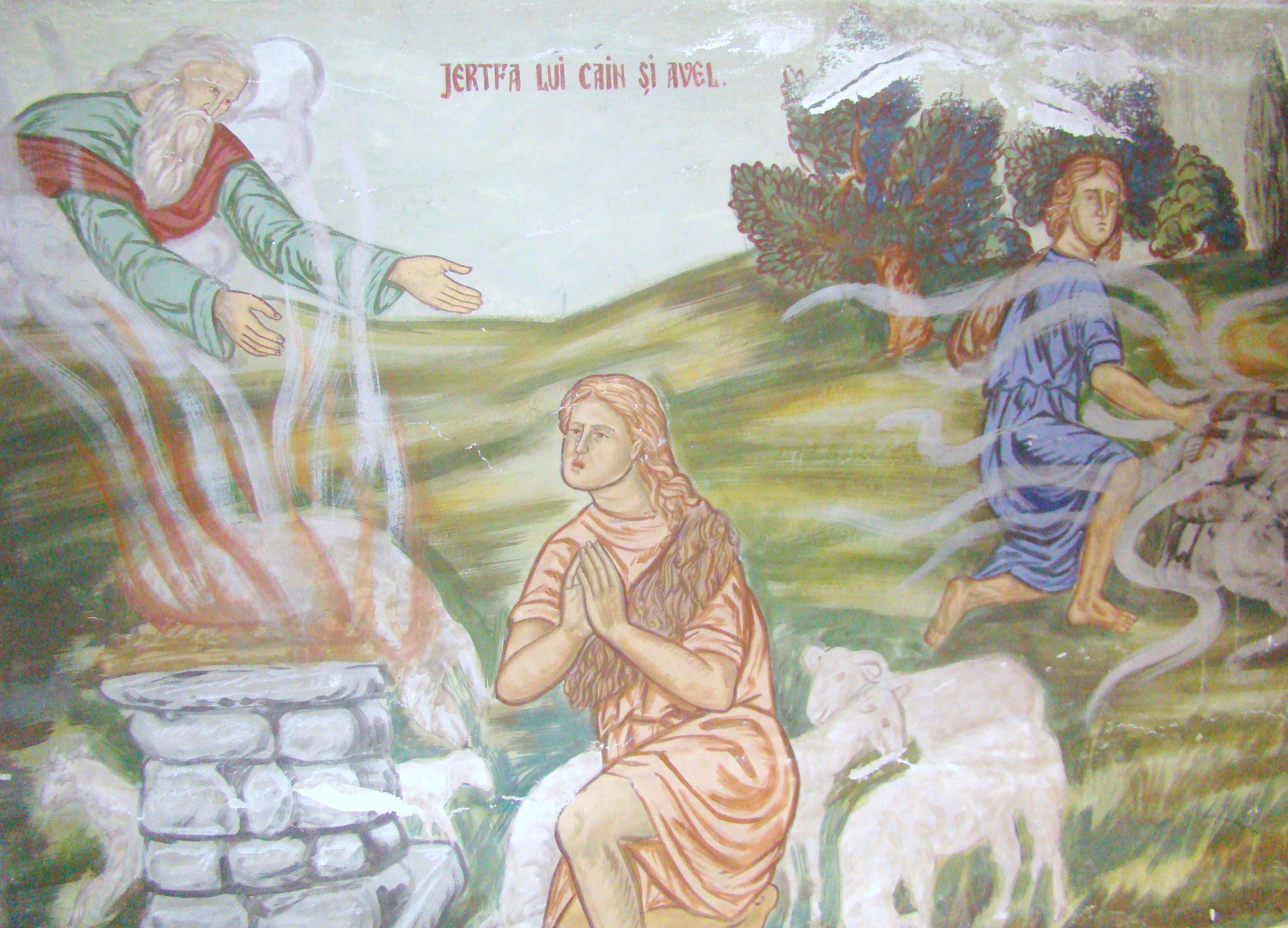
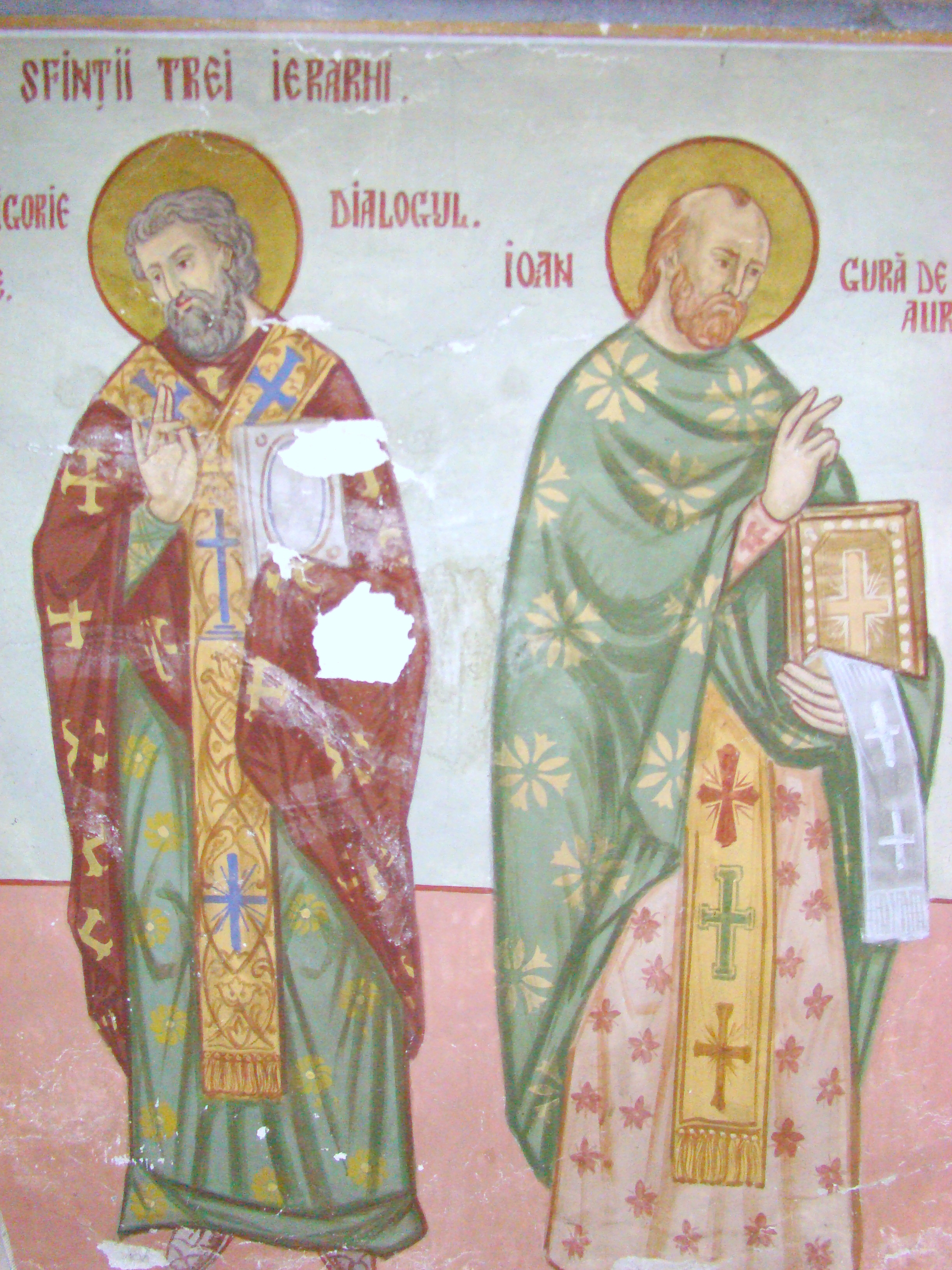
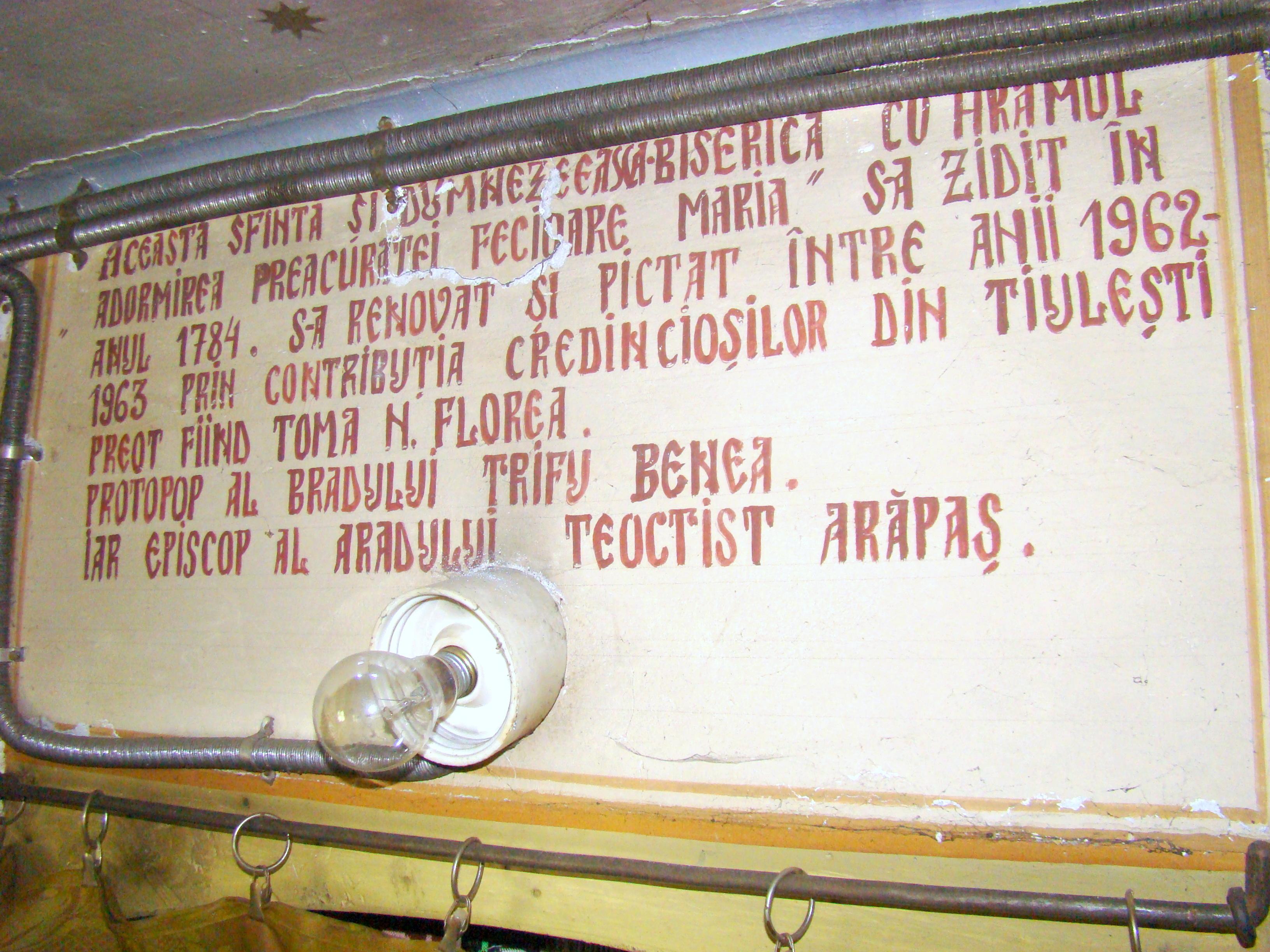
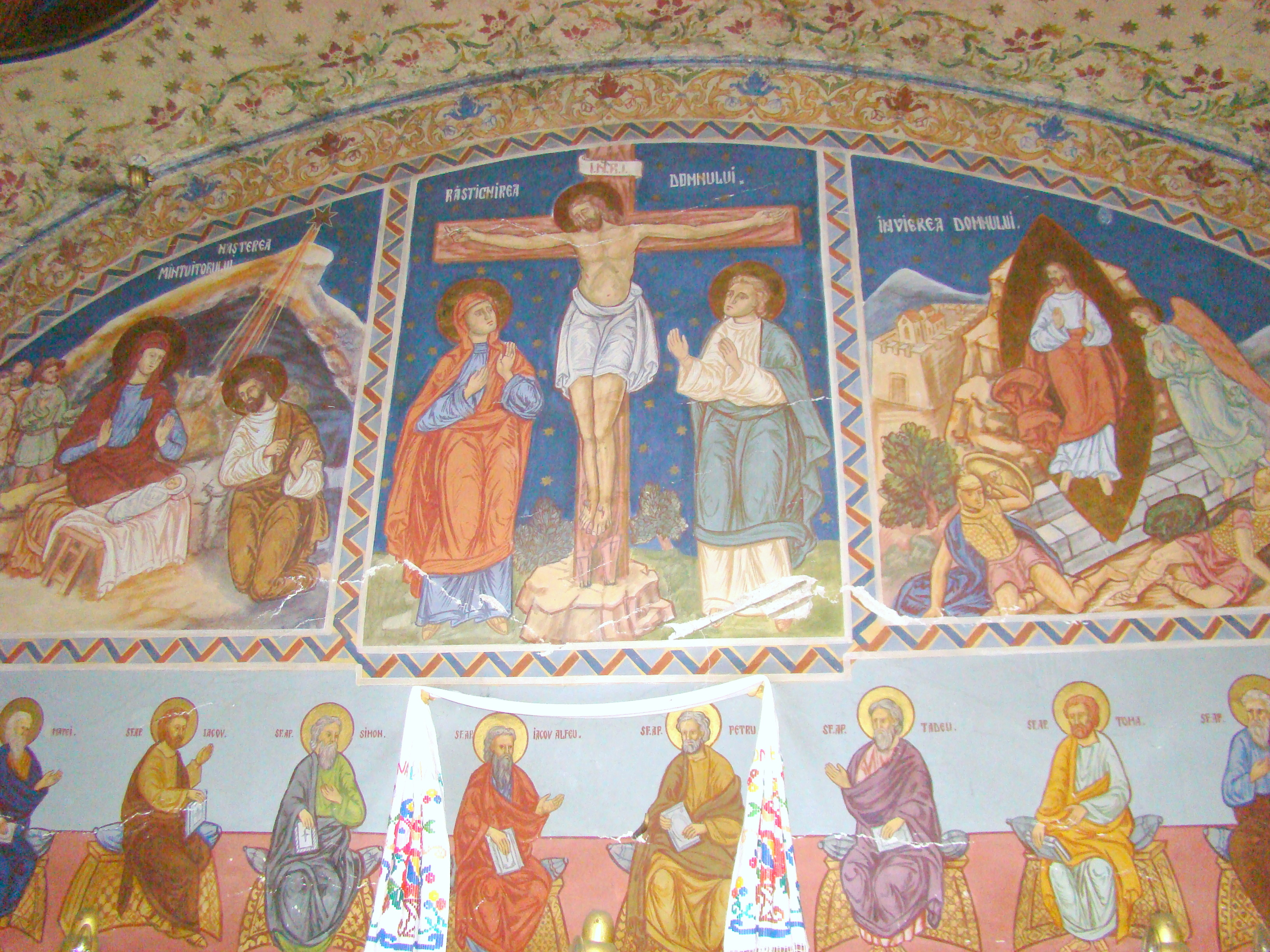
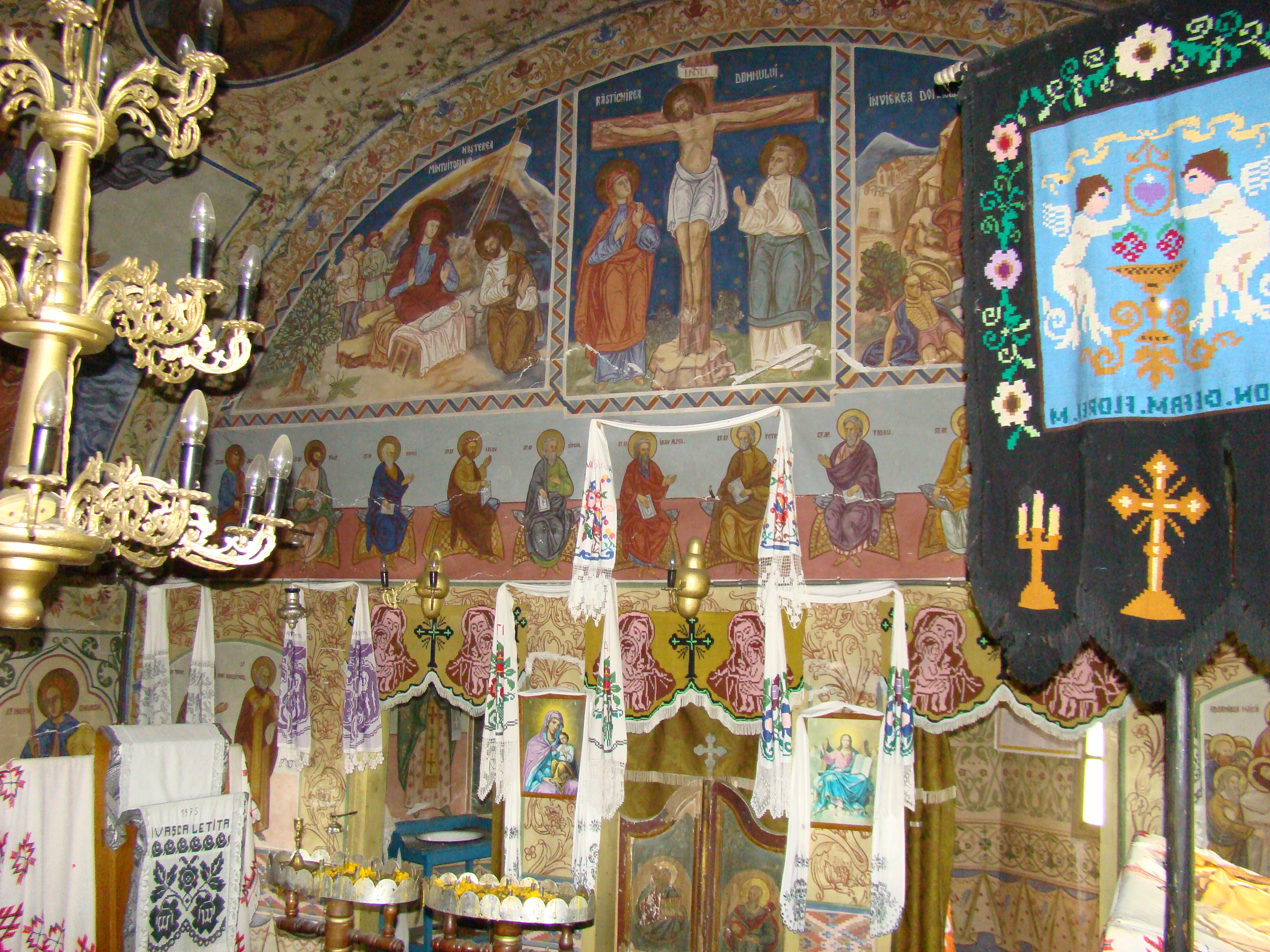
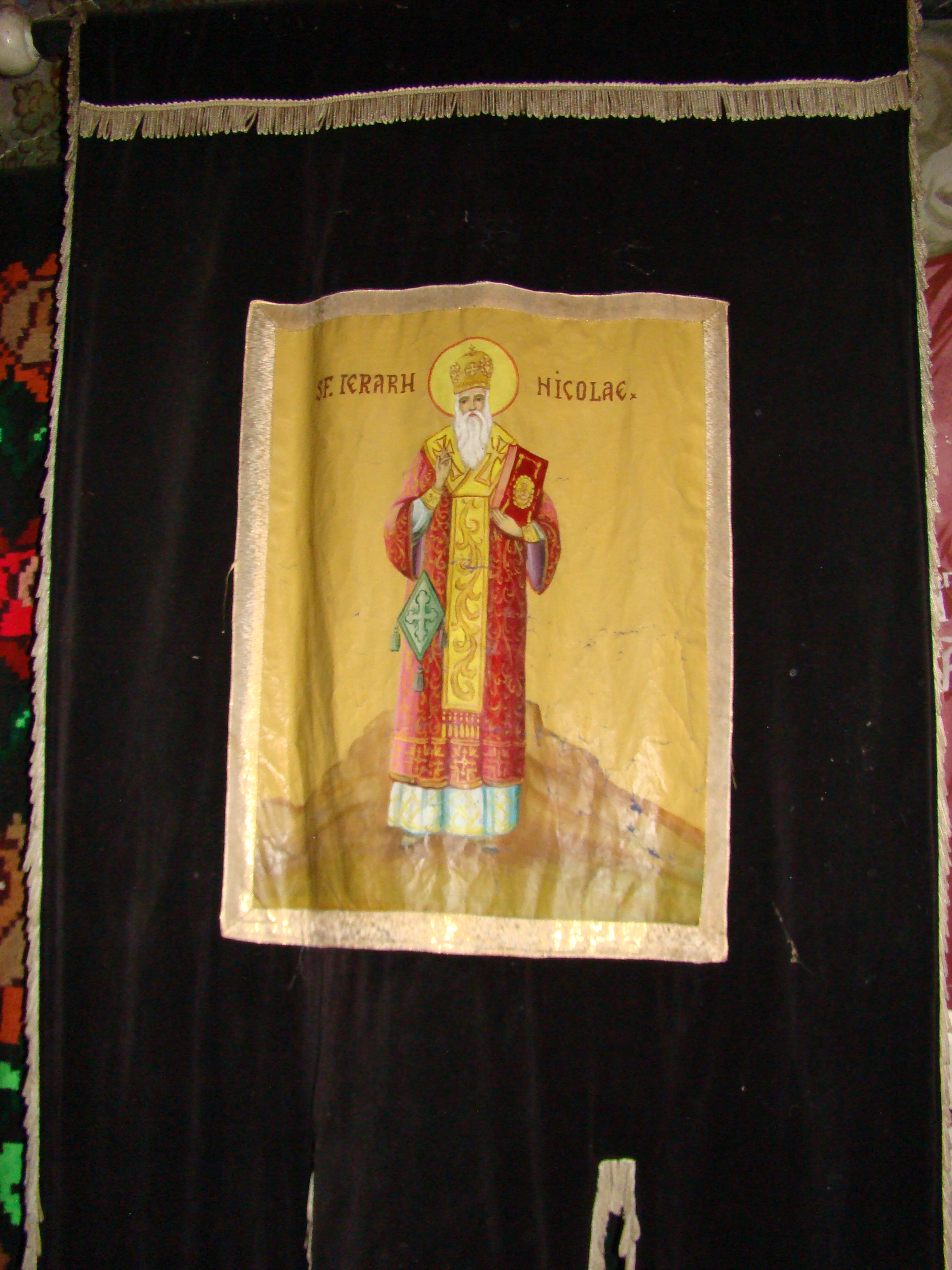
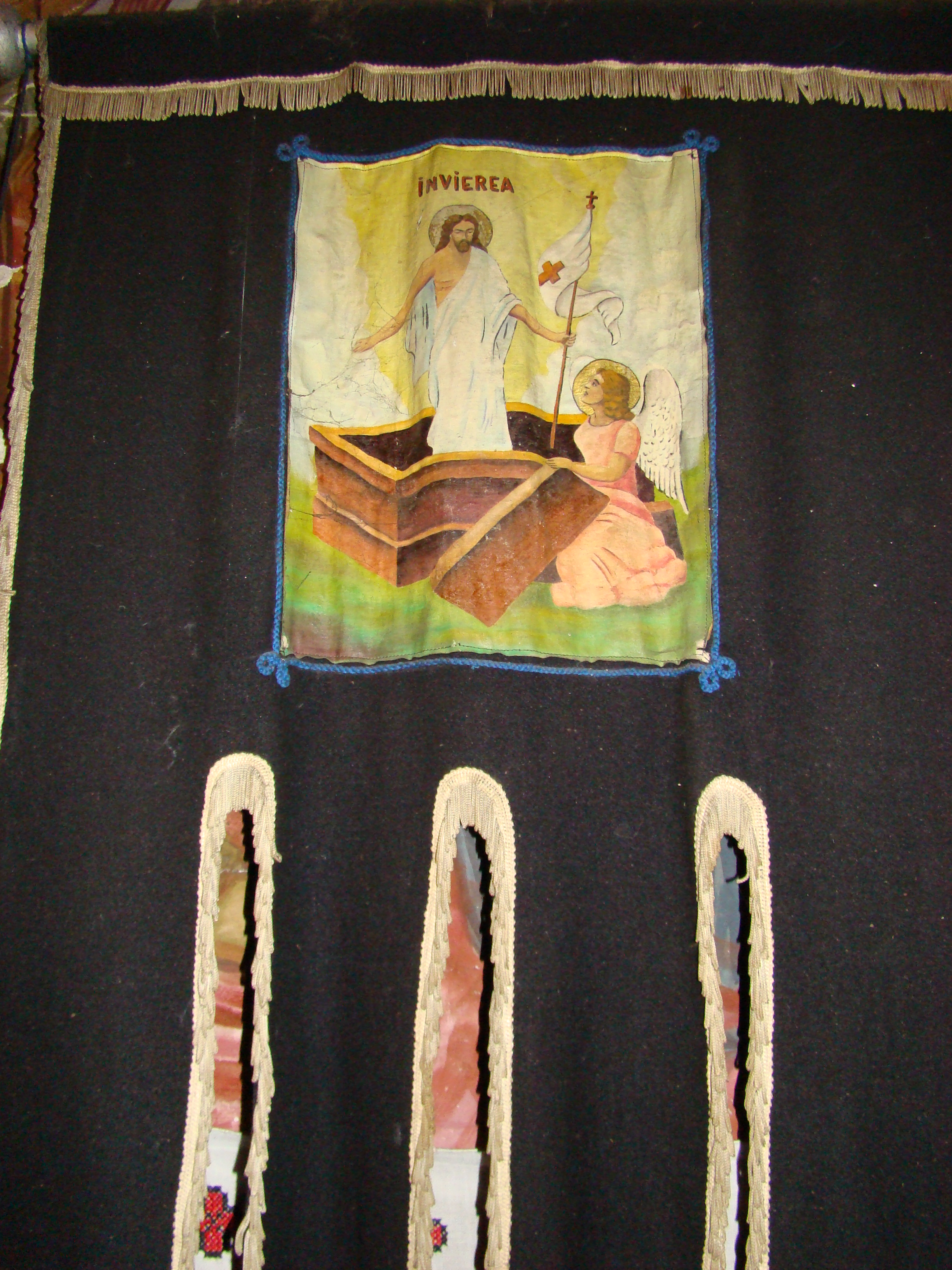